# Luxembourg (ville)
Pour les articles homonymes, voir Luxembourg (homonymie).
Ne doit pas être confondu avec Province de Luxembourg ou Luxembourg.
Luxembourg (en luxembourgeois : Lëtzebuerg  ; en allemand : Luxemburg), communément appelée Luxembourg-Ville (pour la distinguer du pays) ou simplement d’Stad (« la Ville » en luxembourgeois), est la capitale du grand-duché de Luxembourg, ainsi que la plus grande ville du pays, avec 135 441 habitants au 1er septembre 2024, et plus de 200 000 pour la région métropolitaine. La superficie de la capitale représente, avec 51,73 km2, un peu moins de 2 % du territoire national. La superficie avec la zone métropolitaine s'élève à environ 103 km2.
Elle est située dans le sud du Luxembourg, dans le canton du même nom, au confluent de l'Alzette et de la Pétrusse. Luxembourg se trouve à 287 km au nord-est de Paris et à 187 km au sud-est de Bruxelles.
Les débuts de la ville remontent à l'époque romaine. Après avoir été surnommée « la Gibraltar du Nord » en raison de sa forteresse, elle est dite aujourd'hui le « Cœur vert de l'Europe » en raison de sa verdure et, du fait que Luxembourg est l'un des trois sièges des institutions de l'Union européenne, abritant ses institutions juridictionnelles et financières.
Elle est également réputée pour être la première place financière de l'Union européenne.
Luxembourg est l’une des quatre villes formant le QuattroPole avec Sarrebruck, Metz et Trèves et a été capitale européenne de la culture à deux reprises : en 1995 et en 2007 (avec la GECT Grande Région).

## Géographie

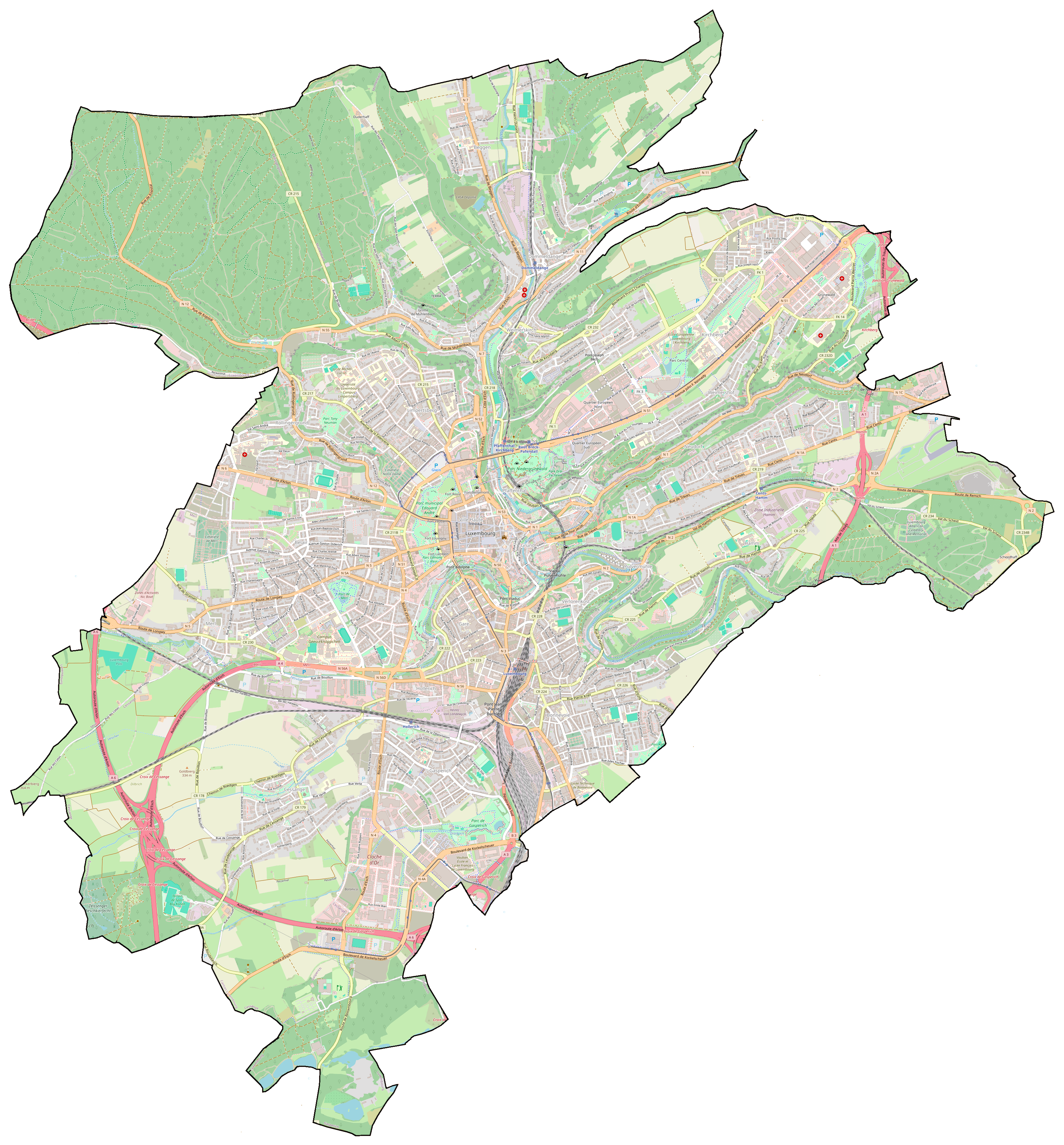
Carte détaillée de la ville de Luxembourg.

### Situation
La ville de Luxembourg se situe dans le sud du plateau de Luxembourg, une grande formation de grès datant du Jurassique qui forme le cœur du Gutland, région relativement plate de basse altitude qui couvre les deux tiers sud du pays.
Le cœur de la ville (Ville-Haute) occupe un site pittoresque, perché au sommet abrupt des falaises des étroites vallées de l'Alzette et de la Pétrusse, qui trouvent leur confluent à Luxembourg-ville. Les profondes vallées creusées par ces rivières sont jalonnées de nombreux ponts et viaducs, y compris le pont Adolphe, le pont grande-duchesse Charlotte, et la Passerelle. Bien que la ville de Luxembourg ne soit pas particulièrement grande, sa topographie est complexe, car la ville est construite sur plusieurs niveaux, à cheval sur les deux vallées. La commune de la ville de Luxembourg couvre une superficie totale de plus de 51,5 km2, soit 2 % de la superficie totale du pays. De ce fait, c'est la quatrième plus grande commune du Luxembourg, et de loin la plus grande zone urbaine. La ville n'a pas forcément une forte densité de population, avec moins de 1 500 personnes par km2 ; de vastes zones sont conservées telles que les parcs, les zones boisées, ou les sites de patrimoine important (notamment les sites de l'UNESCO), tandis qu'il existe aussi de vastes étendues de terres agricoles qui sont situées dans les limites de la ville.

### Communes limitrophes
Les communes limitrophes sont Walferdange, Steinsel, Niederanven, Sandweiler, Hesperange (d), Roeser, Leudelange, Bertrange, Strassen et Kopstal.
| Kopstal            | Walferdange Steinsel | Niederanven |
| Strassen Bertrange | Luxembourg           | Sandweiler  |
| Leudelange         | Roeser Leudelange    | Hesperange  |

### Climat
Le climat de la ville est de type océanique, avec une nuance continentale marquée. Les hivers relativement froids et les étés relativement chauds sont complétés par une certaine fraîcheur liée à la position géographique de la ville.

### Voies de communication et transports

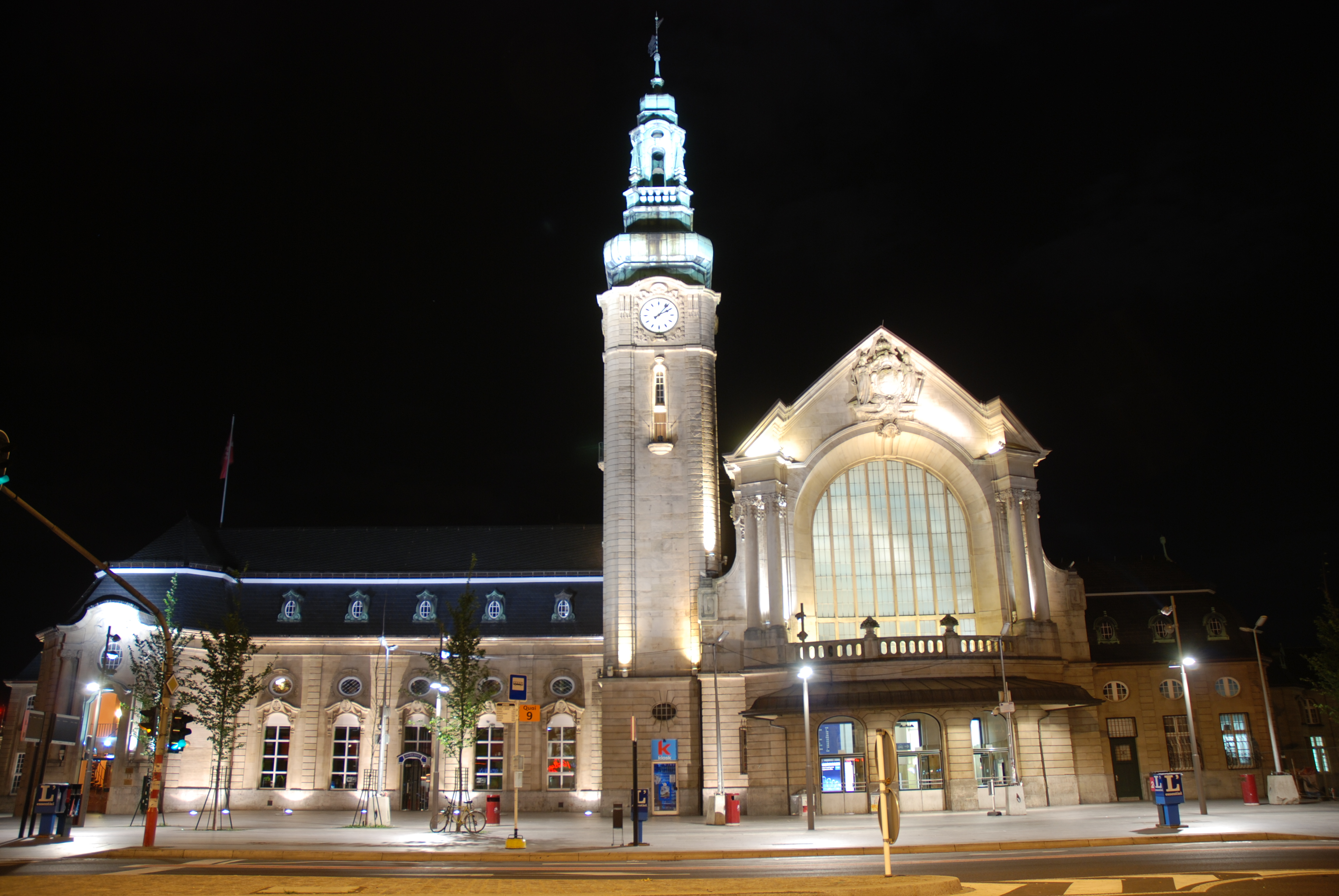
La gare de Luxembourg, vue de nuit.

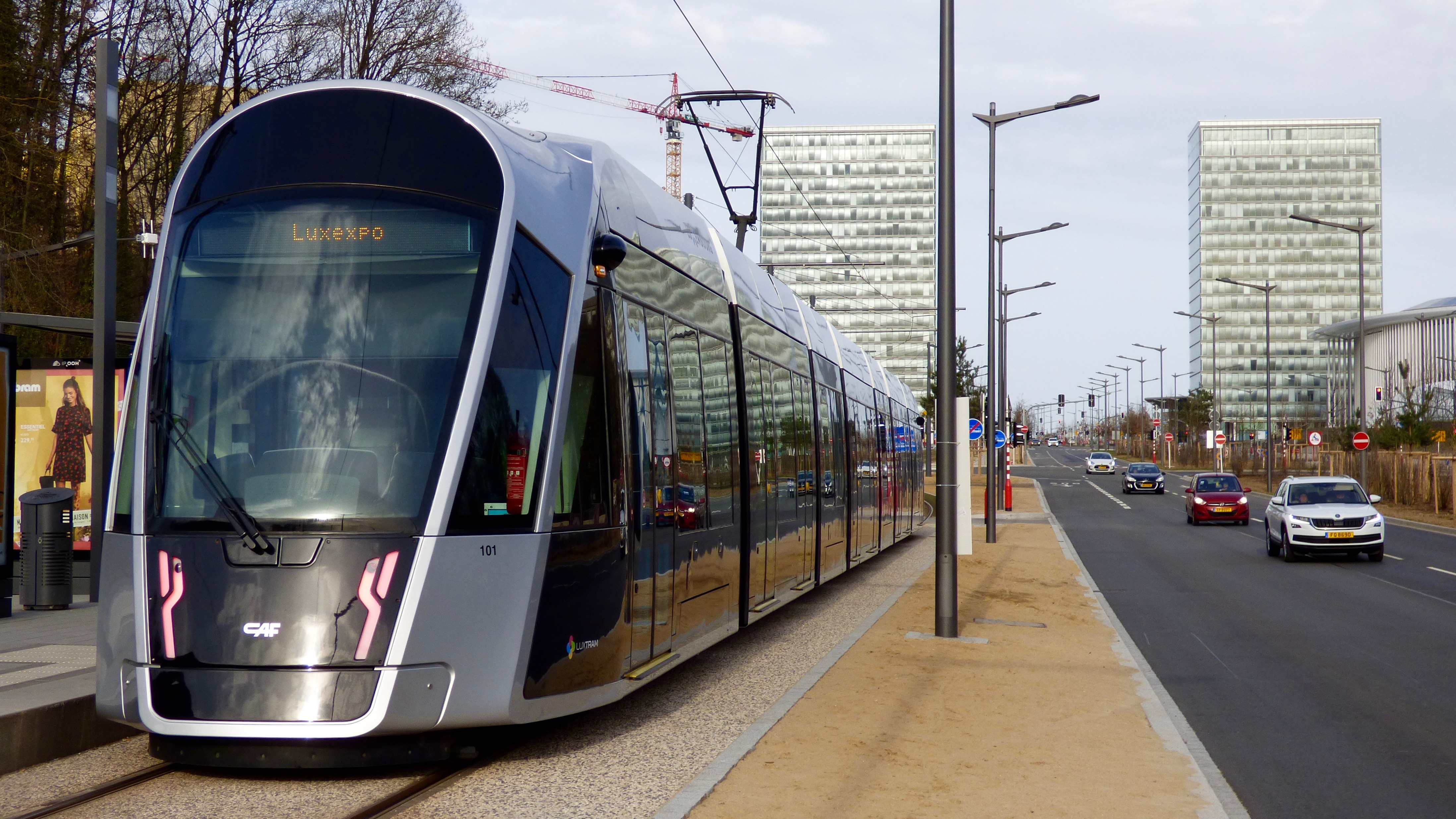
Le tramway de Luxembourg.

#### Réseau routier
En tant que capitale du Luxembourg, la ville est le cœur des infrastructures de transport du Grand-Duché et est située au cœur du triangle Francfort-sur-le-Main - Paris - Amsterdam et est donc connecté au réseau routier européen via de nombreuses routes internationales parmi lesquelles :
- A1 (E44) : vers Grevenmacher et Trèves (Allemagne) ;
- A3 (E25) : vers Dudelange et Thionville/Metz (France) ;
- A4 : vers Esch-sur-Alzette et Audun-le-Tiche en France ;
- A6 (E25 / E411) : vers Arlon et Bruxelles ;
- A7 et N7 (E421) : vers Mersch, Ettelbruck et Saint-Vith en Belgique ;
- A13 (E29) : cette autoroute ne dessert par directement la capitale, mais est accessible par les autoroutes A3 et A4 et permet d'accéder à Pétange, Athus en Belgique et Longwy en France d'une part et Schengen et Sarrelouis et Sarrebruck en Allemagne d'autre part.

#### Transports en commun
La ville de Luxembourg est desservie par deux réseaux de transport en commun.
Premièrement par le tramway de Luxembourg, dotée d'une unique ligne (T1), mise en service progressivement depuis le 10 décembre 2017 date à laquelle elle relie Luxexpo et le pont grande-duchesse Charlotte où les voyageurs peuvent prendre le funiculaire Pfaffenthal-Kirchberg le reliant à la gare de Pfaffenthal-Kirchberg. Depuis la dernière extension en date, en septembre 2022, la ligne relie Luxexpo au Lycée Bonnevoie sur une longueur de 8,9 kilomètres, desservant les quartiers du Kirchberg, du Limpertsberg, de la Ville-Haute, de la Gare et de Bonnevoie. Depuis début 2025, la ligne va de l'aéroport de Luxembourg-Findel au stade de Luxembourg sur une longueur de 16,4 kilomètres.
Ensuite, par les 32 lignes du réseau des autobus de la ville de Luxembourg, héritier de l'ancien tramway ainsi que les lignes du RGTR assurant une desserte locale. La ville a également mis en place un réseau de huit lignes de bus de nuit, le « City Night bus ».
Afin de connecter ses transports publics au trafic routier, Luxembourg dispose d'une série de six parc relais gratuits (pour 24 heures, payant au-delà) pour les nombreux usagers désirant se rendre en ville, et ce afin de limiter l'encombrement de la capitale, : Beggen (160 places), Bouillon (2442 places), Kirchberg (160 places), Kockelscheuer (567 places), Stade (622 places) et Luxembourg-Sud (1 451 places).
En complément, la ville possède depuis 2008 son propre système de vélo en libre service, Vel'oH! qui possède 76 stations dans la ville même ainsi que dans plusieurs communes voisines ainsi qu'un service d'autopartage depuis 2015, Carloh qui compte 13 stations.
La ville dispose de deux ascenseurs publics : l'ascenseur du Grund et l'ascenseur panoramique Pfaffenthal - Ville-Haute.

#### Réseau ferroviaire
De la même façon que pour les infrastructures routières, Luxembourg constitue le cœur du réseau ferré national luxembourgeois exploité par la société nationale des chemins de fer luxembourgeois (CFL) : l'ensemble des lignes, aussi bien en terme d'infrastructures que de lignes commerciales, y convergent, avec comme nœud central la gare de Luxembourg ou gare centrale.
En outre la ville, dispose de quatre autres gares ferroviaires : la gare de Pfaffenthal-Kirchberg située au nord de la gare centrale et qui permet un accès direct au quartier du Kirchberg grâce au funiculaire qui monte sur le plateau, la gare de Hollerich qui donne accès aux quartiers ouest et sud-ouest comme Hollerich, la gare de Cents-Hamm donne accès aux quartiers de l'est, à savoir Cents et Hamm et la gare de Dommeldange. Enfin on peut considérer la gare de Howald, bien que situé sur le territoire communal d'Hesperange comme la 6e gare de la capitale car elle dessert ses quartiers sud (Gasperich, Cloche-d'Or, etc.).
La gare centrale est connectée aux réseaux allemands, français (dont le TGV Est vers Metz, Strasbourg et Paris) et belges via plusieurs trains par heure.

#### Transports aériens
Luxembourg est desservie par l'unique aéroport international du pays, l'aéroport de Luxembourg-Findel, situé dans la commune de Sandweiler à 6 km de la capitale. L'aéroport est connecté à la ville via de nombreuses lignes de bus, que ce soit par les AVL ou par le RGTR. Luxembourg-Findel est la plaque tournante des deux compagnies nationales luxembourgeoises : Luxair et Cargolux, cette dernière plaçant d'ailleurs l'aéroport au rang de 5e aéroport européen et 28e mondial en termes de fret aérien en 2010.

## Urbanisme

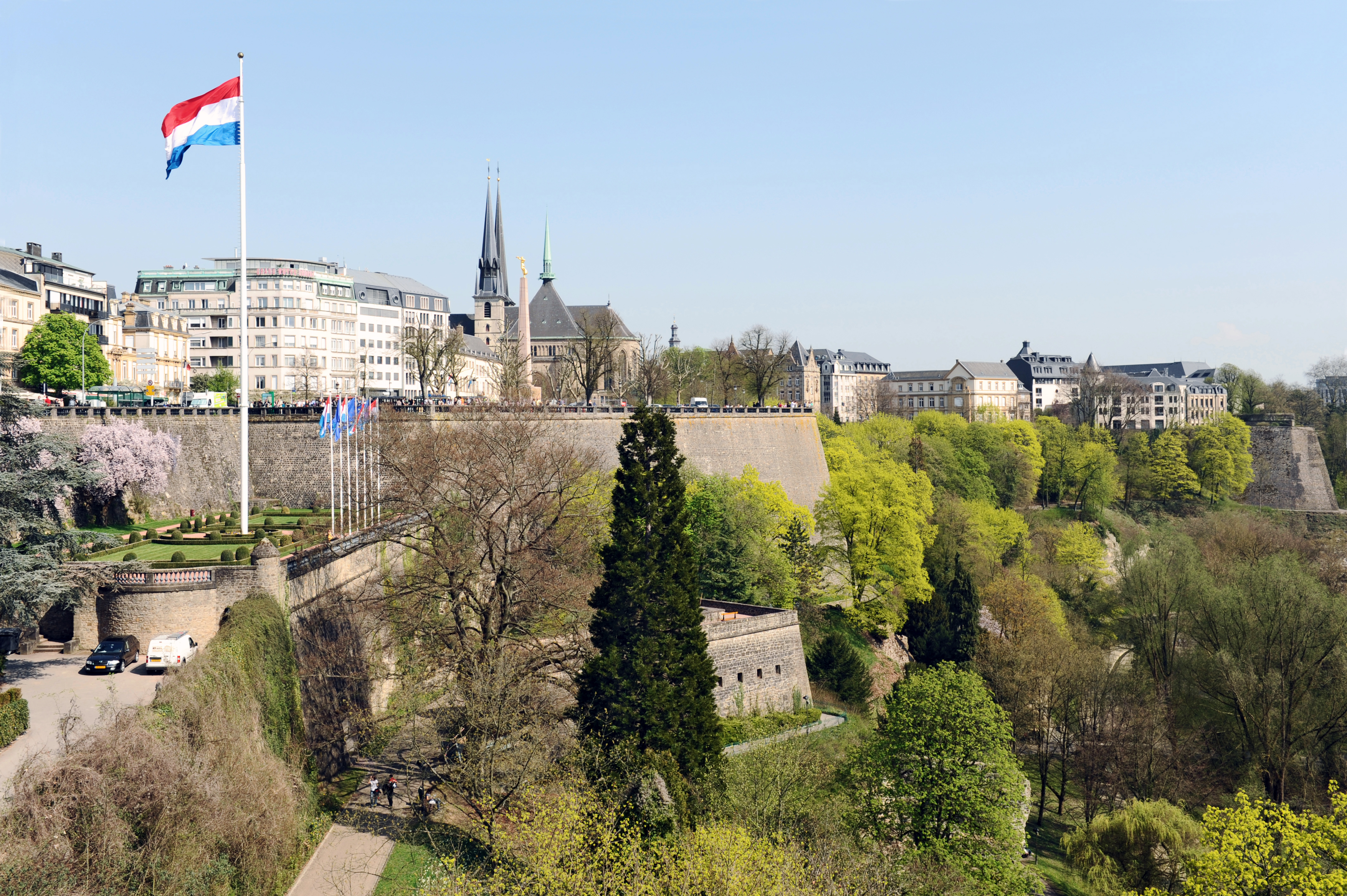
La vieille ville vue depuis le pont Adolphe.
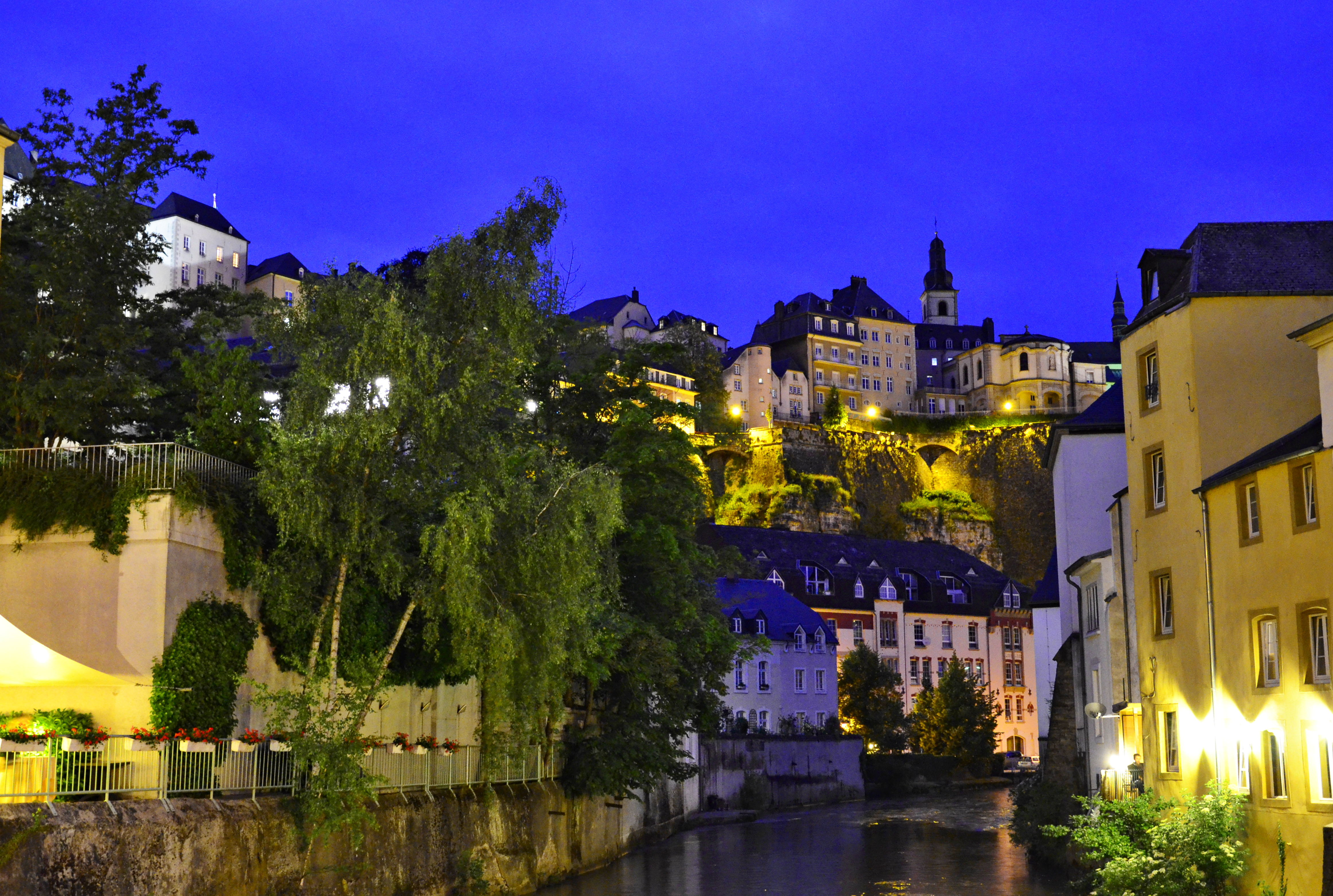
L'Alzette et le Grund, la nuit.
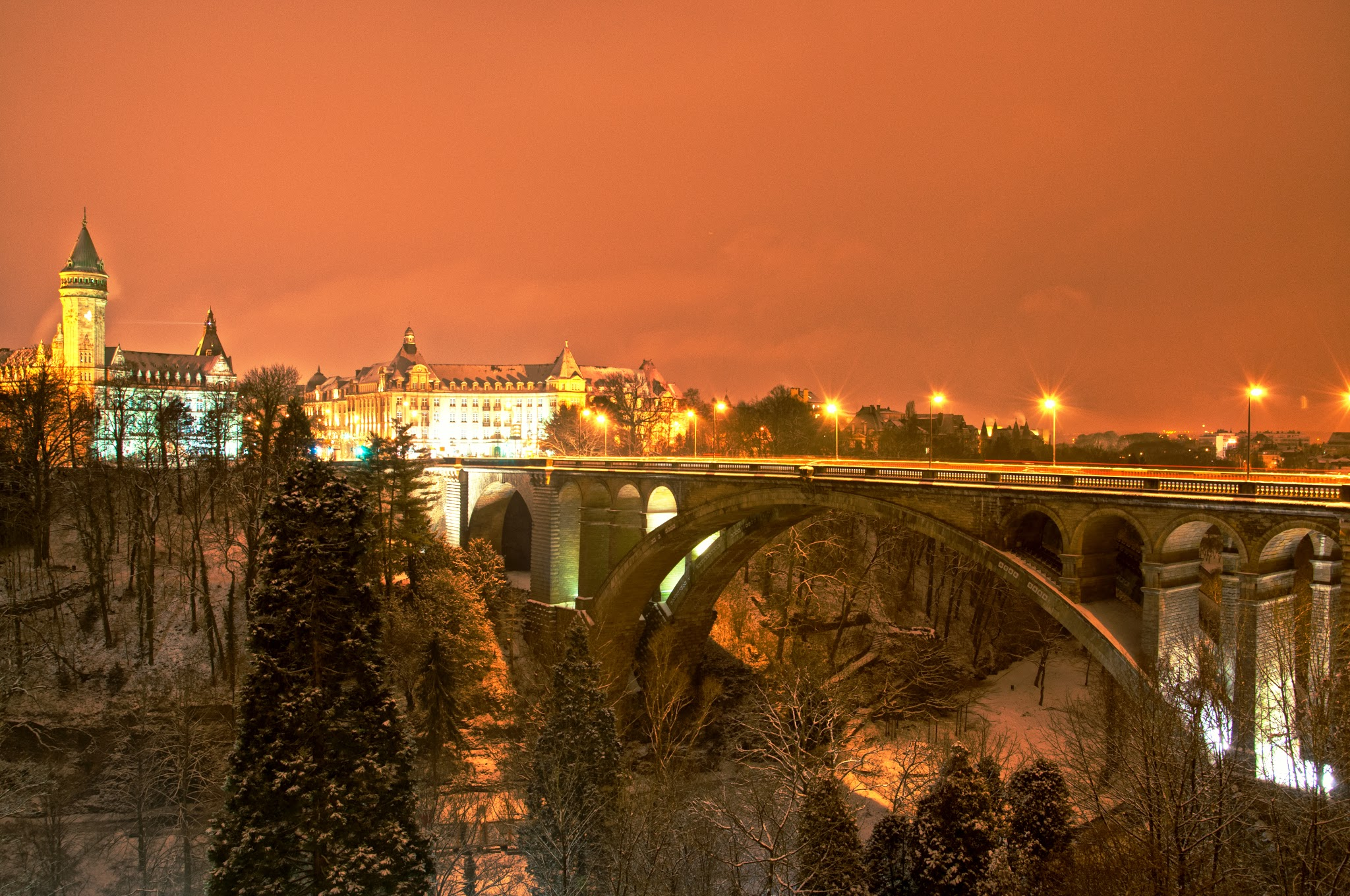
Le pont Adolphe et la vallée de la Pétrusse sous la neige.
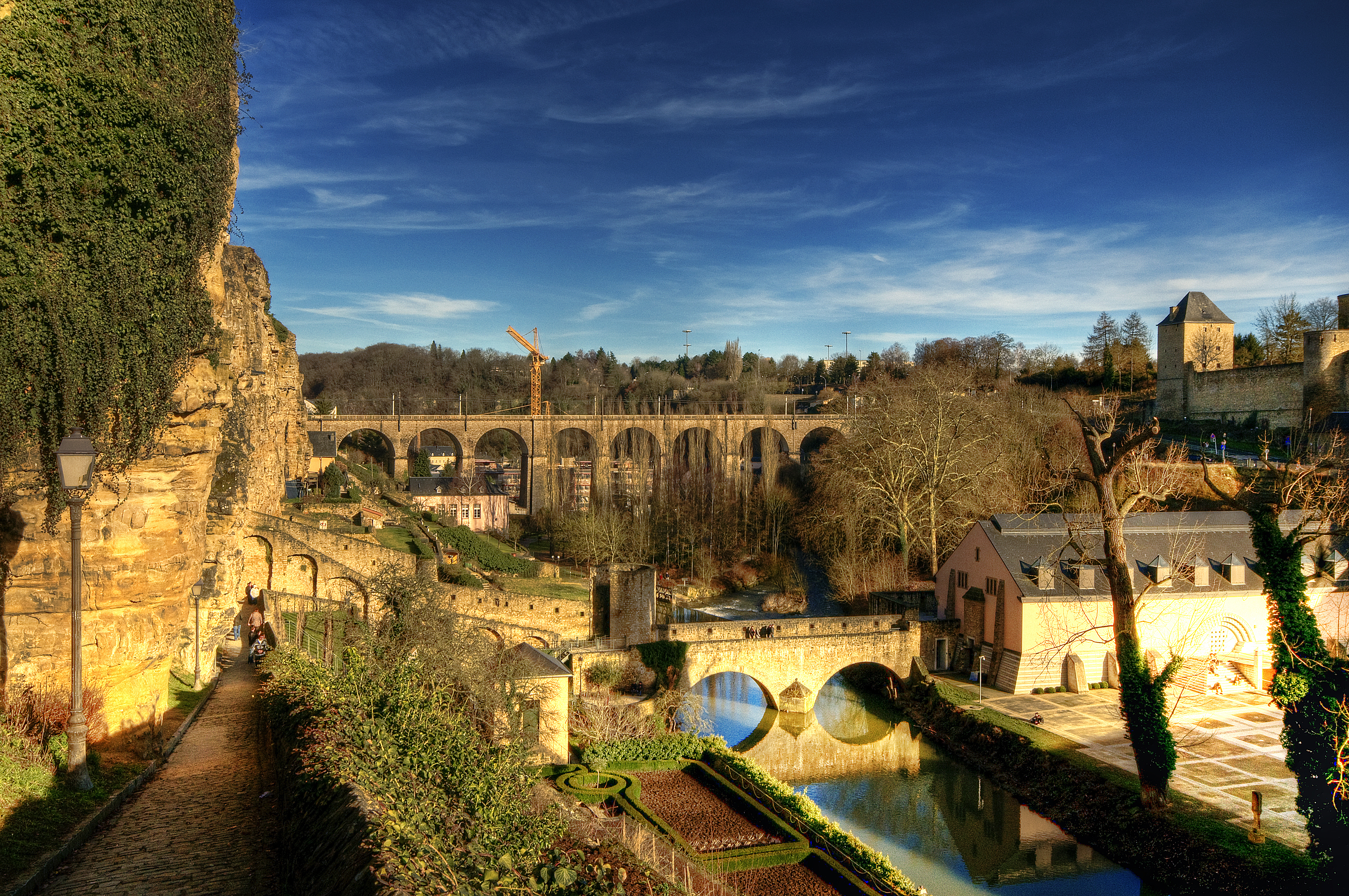
Vue des ponts de la ville basse.
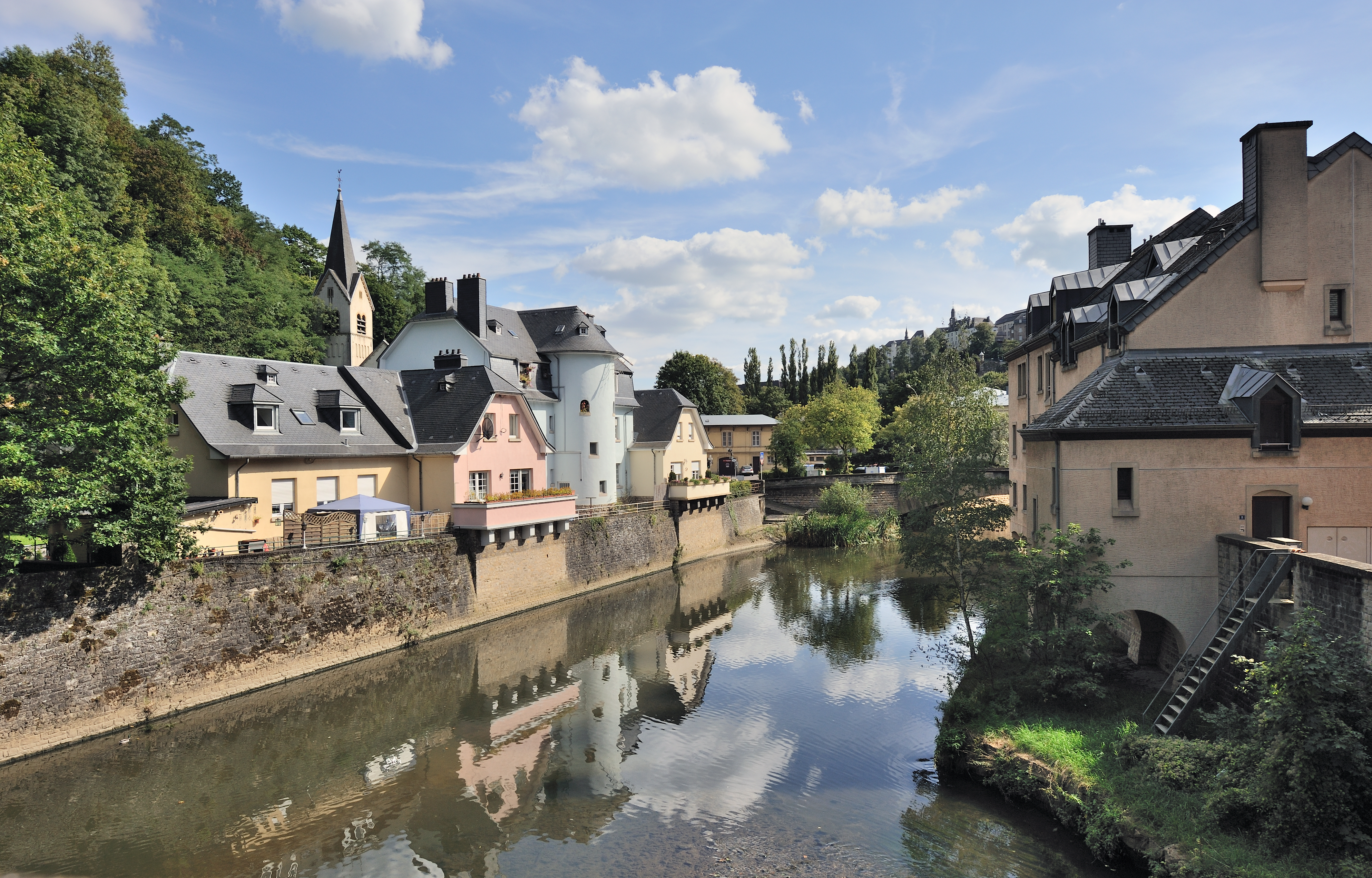
Le quartier de Pfaffenthal.
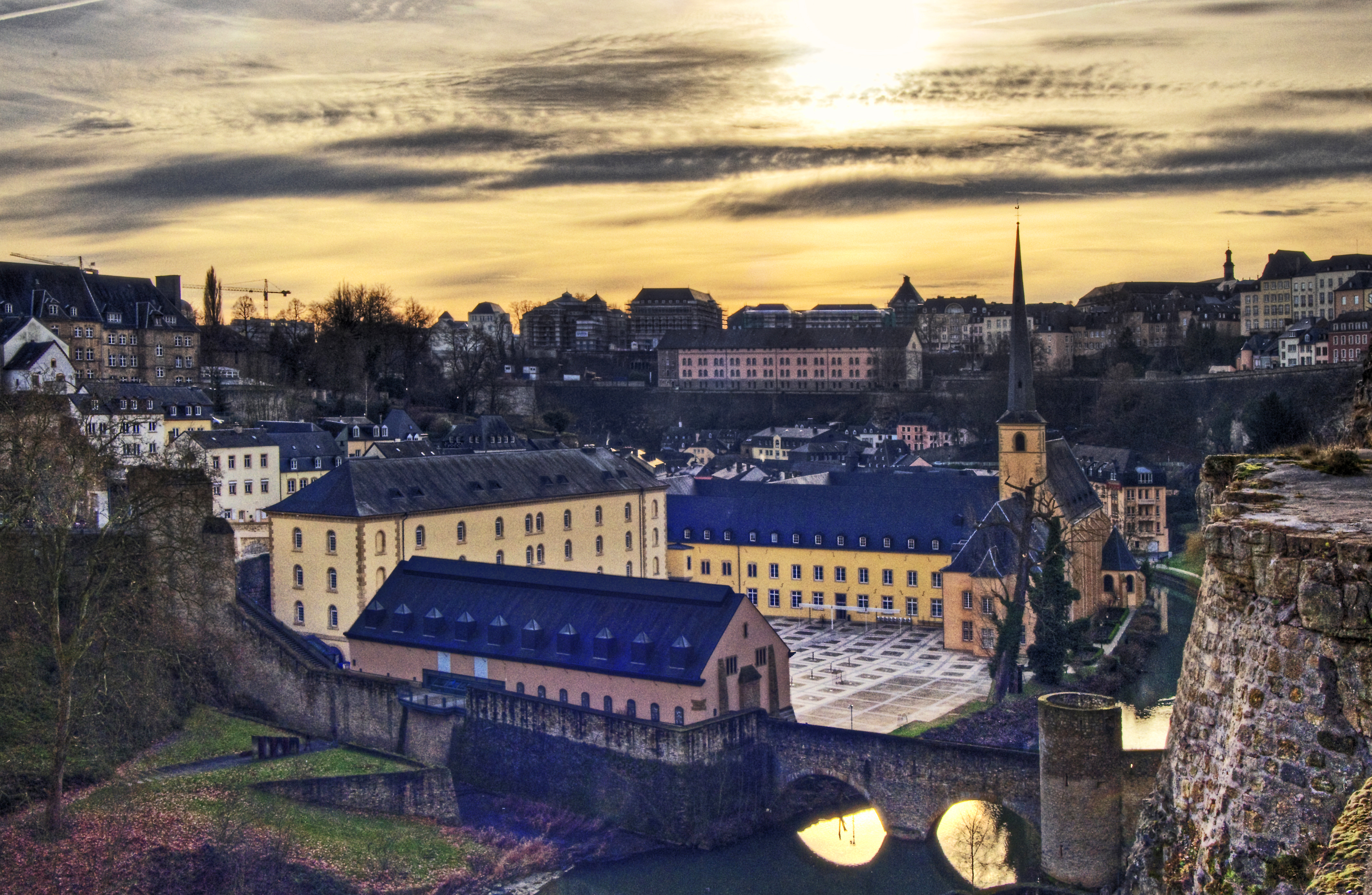
L'abbaye de Neimënster.
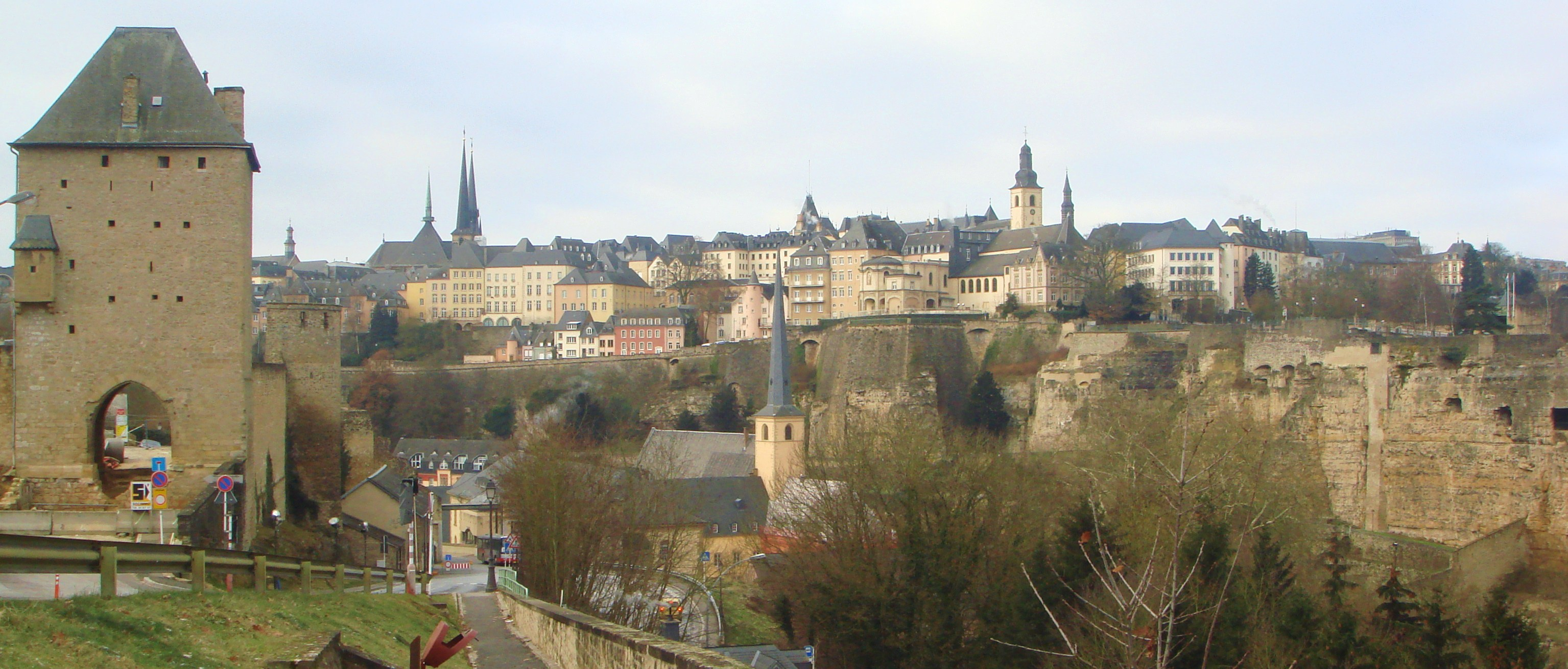
Vue générale de la Ville-Haute.
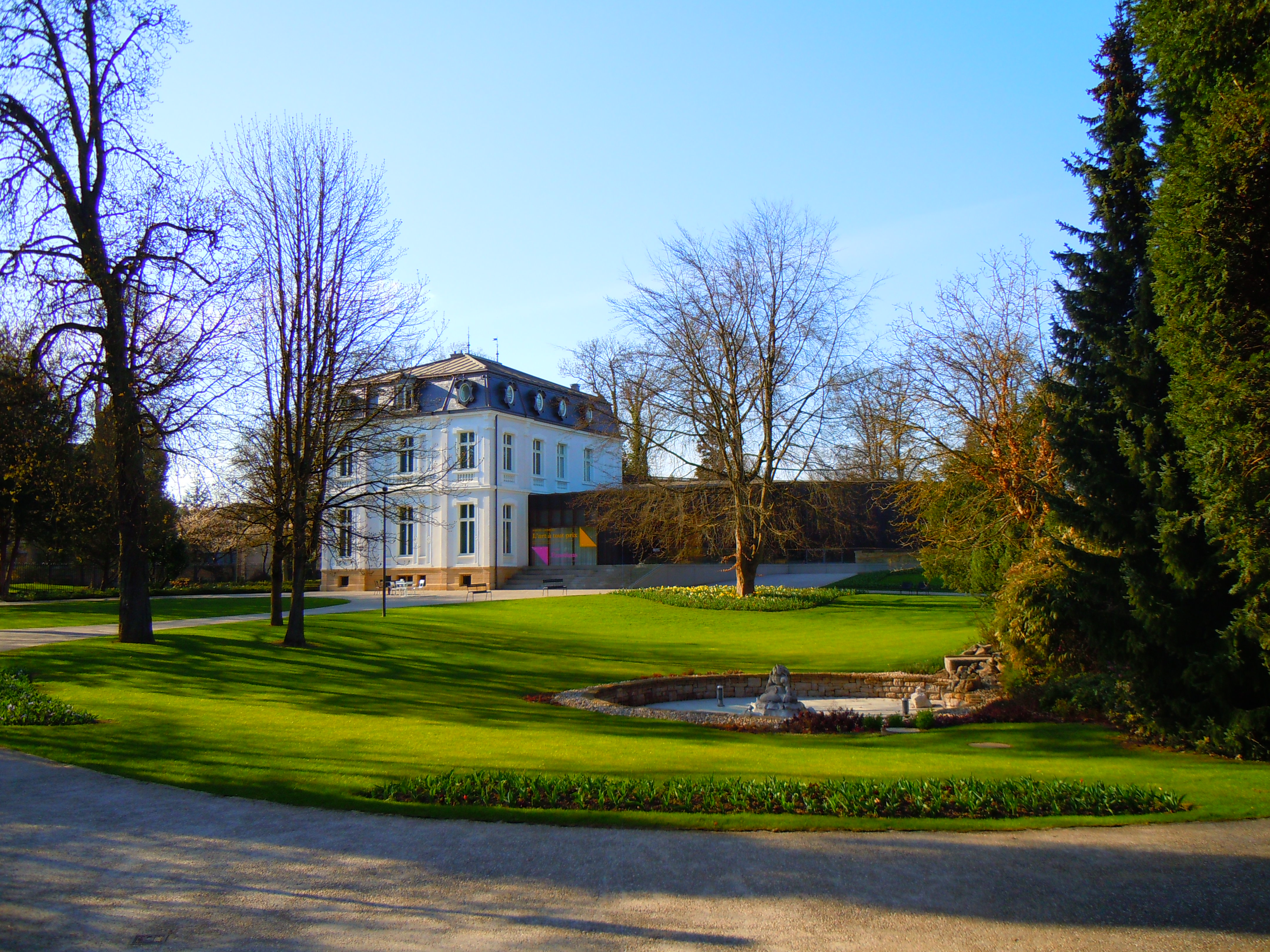
La Villa Vauban, abrite le Musée d'arts de la ville de Luxembourg.
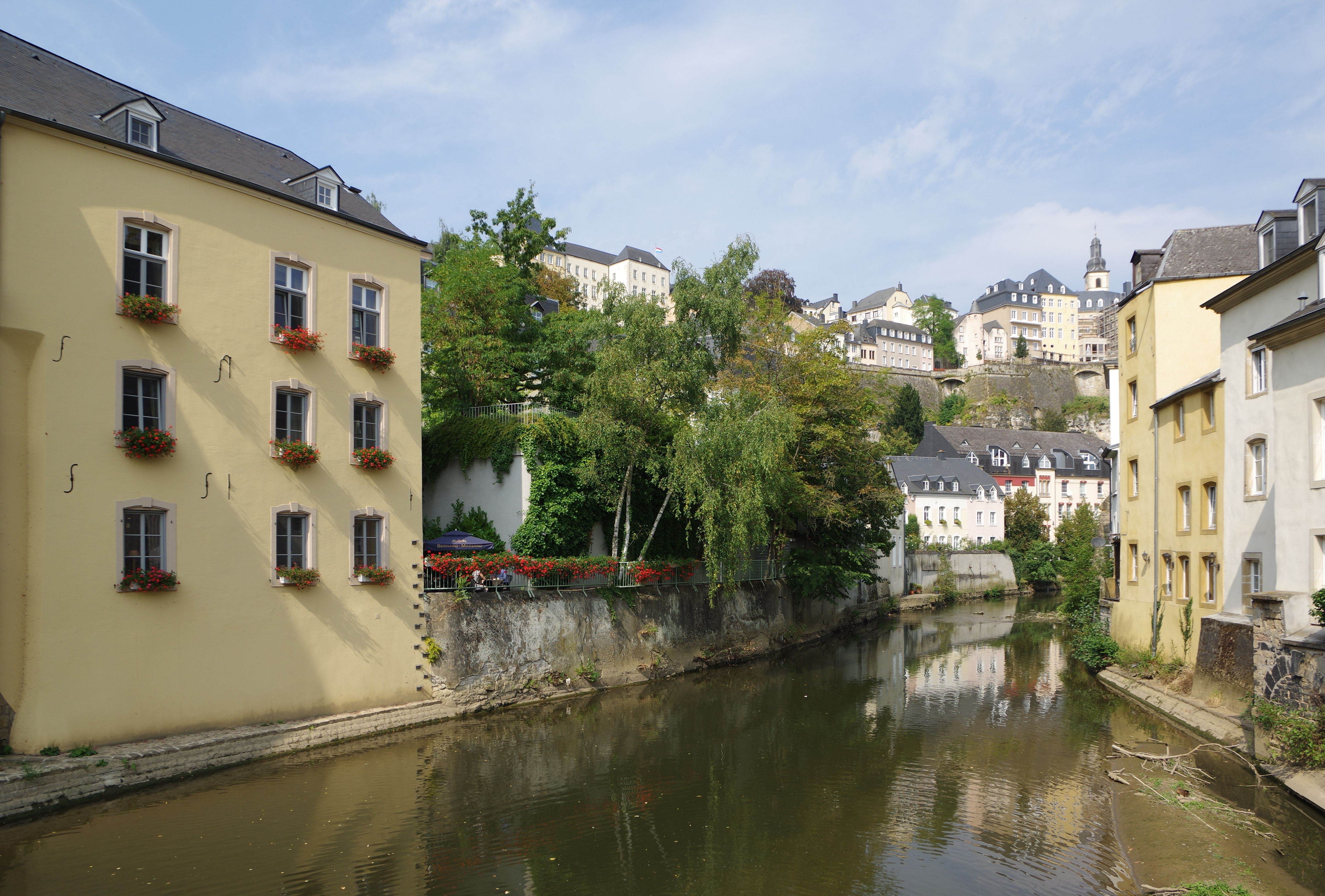
Le quartier du Grund.

### Morphologie urbaine
Le vieux quartier et les fortifications de la ville sont classés au patrimoine mondial de l'UNESCO depuis 1994. Lors de la construction de la cité judiciaire, sur le plateau dit du Saint-Esprit (endroit où s'élevait jadis un couvent du même nom), une controverse surgit, car les nouveaux bâtiments allaient considérablement modifier l'aspect habituel de la ville. Le plateau de Kirchberg est depuis la fin des années 1980 en pleine expansion. Entre-temps, il abrite les sièges des plus grandes entreprises, notamment des secteurs financier et des télécommunications, mais aussi diverses institutions culturelles (Philharmonie, musée d'Art moderne/contemporain, musée de la Forteresse). C'est le quartier le plus moderne, avec des réalisations architecturales souvent audacieuses. Les différentes tours construites au Kirchberg, entre autres le bâtiment Alcide De Gasperi, les immeubles A et B formant l'entrée sur la place d'Europe adjacente, et les trois tours "jumelles" de la Cour européenne de justice, dessinent avec les vestiges impressionnants de l'ancienne forteresse, l'église Saint-Michel et la cathédrale Notre-Dame, le nouveau panorama de la ville de Luxembourg.
Le charme qui émane de Luxembourg-Ville s'explique notamment par la cohabitation harmonieuse du patrimoine historique avec des exemples plutôt réussis d'architecture contemporaine et par la présence de magnifiques espaces verts (vallée de la Pétrusse, qui sépare la vieille ville du quartier de la gare, et parcs à l'anglaise conçus à l'endroit où s'élevaient, avant 1867, des bastions et autres forts). Les nombreux ponts, surtout le pont Adolphe et le pont Grande-Duchesse Charlotte (« pont rouge »), contribuent également à donner à la ville de Luxembourg ce caractère particulier qui est le sien.

### Géographie politique
La ville est divisée en 24 quartiers : Beggen, Belair, Bonnevoie-Nord / Verlorenkost, Bonnevoie-Sud, Cents, Cessange, Clausen, Dommeldange, Eich, Gare, Gasperich, Grund, Hamm, Hollerich, Kirchberg, Limpertsberg, Merl, Muhlenbach, Neudorf/Weimershof, Pfaffenthal, Pulvermühl, Rollingergrund / Belair-Nord, Ville-Haute et Weimerskirch.

## Toponymie
- Étymologie : d'après Alex. Wiltheim (Luxemb. Rom., p. 161), la dénomination de Luxembourg, ou anciennement Lutzelburg, vient de burg (château) et de lutzel (petit)[11].
- En allemand : Luxemburg[11]. Localement (au XIXe siècle) : Letzeburch[11].
- Anciennes mentions : Lucilinburghut (963) ; Lucelemburgh, Lucelburg, Lucemburg (XIIe siècle) ; Lucelemburg, Lucenburg, Luceliburg, Luscelebor (XIIIe siècle) ; Lucembourg, Luxemburg (XIVe siècle) ; Lutzemburg (XVe siècle)[11].

## Histoire
| Appartenances historiques République romaine (Gaule belgique) (51/50 av. J.-C. – 27 av. J.-C.) Empire romain (Gaule belgique) (27 av. J.-C. – 395) Empire romain d'Occident (Gaule belgique) (286/395–476/480) Royaumes francs (481/486-800) Empire carolingien (800-843) Francie médiane (843-855) Saint-Empire romain germanique (Lotharingie) (855-965) Saint-Empire romain germanique (Basse-Lotharingie) (965-1059) Comté de Luxembourg (1059-1353) Duché de Luxembourg (1353-1443) Pays-Bas bourguignons (duché de Luxembourg) (1443-1482) Pays-Bas des Habsbourg (duché de Luxembourg) (1482-1542) Royaume de France (duché de Luxembourg) (1542-1544) Pays-Bas des Habsbourg (duché de Luxembourg) (1544-1555) Pays-Bas espagnols (duché de Luxembourg) (1556-1684) Royaume de France (duché de Luxembourg) (1684-1697) Pays-Bas espagnols (duché de Luxembourg) (1697-1715) Pays-Bas autrichiens (duché de Luxembourg) (1715-1795) République française (Forêts) (1795-1804) Empire français (Forêts) (1804-1815) Royaume uni des Pays-Bas (Luxembourg) (1815-1830 ; 1815-1839) Belgique (Luxembourg) (1830-1839) Luxembourg (1839-1940) Reich allemand (CdZ-Gebiet Luxemburg (de)) (1940-1944) Luxembourg (depuis 1944) |

### Antiquité
Les premières traces de peuplement dans la ville de Luxembourg remontent aux Celtes, au IIe siècle av. J.-C. Environ cent ans plus tard, les Romains envahissent le territoire actuel de Luxembourg.
À l'époque romaine, Luxembourg était situé à l'intersection de deux voies romaines, l'une allant de Trèves (Augusta Treverorum) à Reims (Durocortorum) par Arlon (Orolaunum), l'autre reliant Metz (Divodurum) à Aix-la-Chapelle (Aquisgranum). Le rocher du Bock était déjà fortifié. La ville s'est développée au Xe siècle à partir d'un château construit en 963 sur le rocher du Bock par le comte ardennais Sigefroy de Luxembourg (Siegfried). Le château s'élevait sur les vestiges d'un castellum romain appelé Lucilinburhuc « petit bourg » (du vieux haut-allemand luzzil « petit » et burg « bourg, ville »).

### Moyen Âge

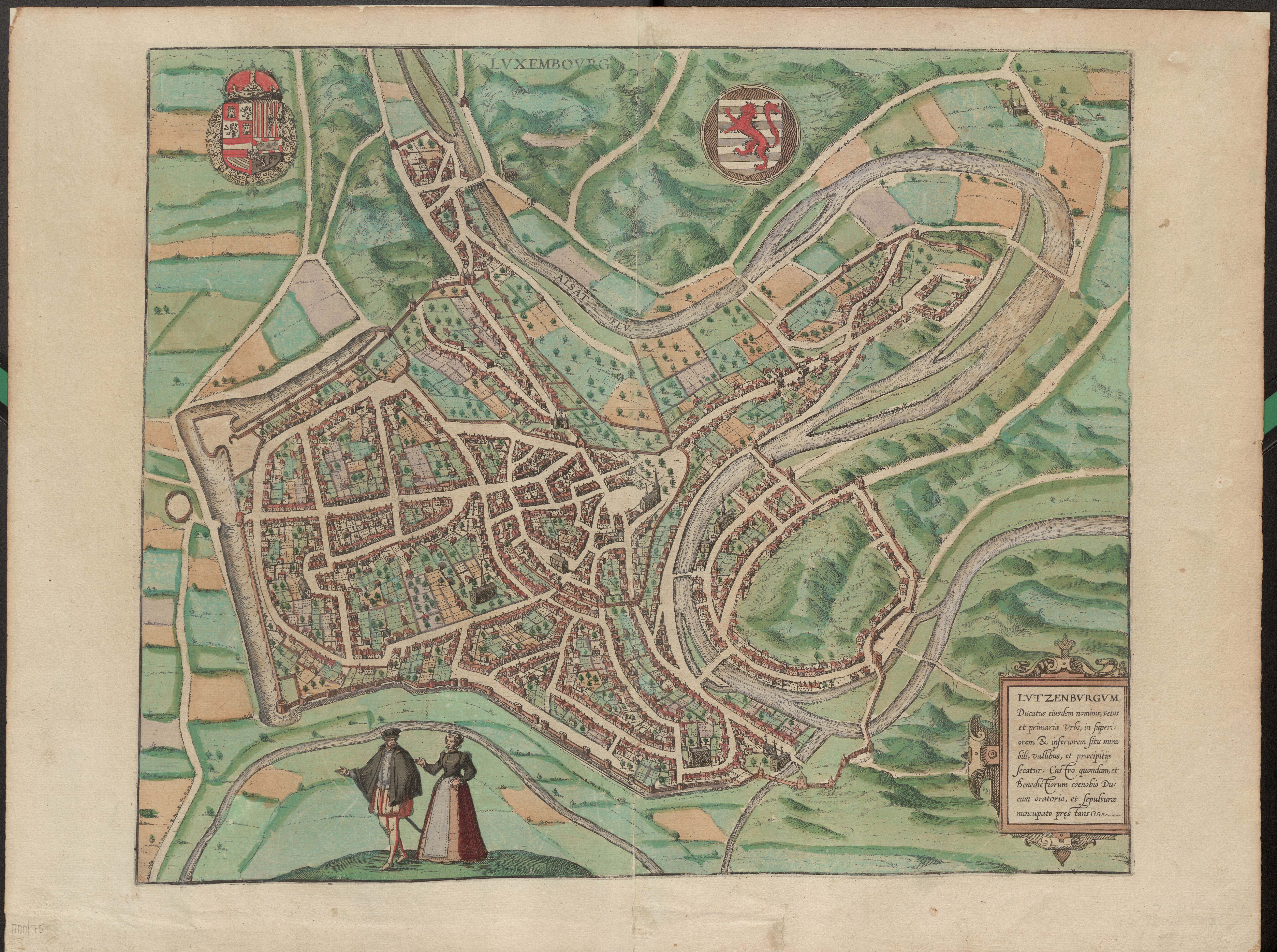
La ville de Luxembourg à la fin du Moyen Âge, dessinée en 1581 par Franz Hogenberg. La carte couvre le domaine de la Ville-Haute, délimité par l'Alzette et la Pétrusse.

La ville fut le siège du comté de Luxembourg dès sa création au Xe siècle. Dès 1050, l'agrandissement de la bourgade s'avère indispensable et une deuxième enceinte, parallèle à la première, est érigée à hauteur de l'actuelle rue du Fossé. En 1244, la comtesse Ermesinde accorde à la ville sa charte d'affranchissement. Le comte Henri VII est élu « roi des Romains » et couronné empereur en 1312. Son fils, Jean Ier épouse l'héritière du trône de Bohême. Roi de Bohême, il fit partie des princes qui élisent l'empereur. Sous son règne, de nouveaux travaux de fortification de la ville haute de Luxembourg débutent en 1320 (pour être achevés en 1398). Sa fille, Bonne de Luxembourg, épouse le roi Jean II de France. Devenu aveugle, il confie le comté à son fils Charles. Malgré sa cécité, il combat à Crécy où il trouve une mort glorieuse. Son fils lui succède également en Bohême. Il est élu empereur en 1347 sous le nom de Charles IV.  En 1353, il élève son comté ainsi que le comté de Bar voisin au rang de duché. En 1356, il fait publier à Metz la bulle qui organise les modalités d'élection du souverain du Saint-Empire romain germanique. Le duché de Luxembourg est ensuite cédé à des cadets à titre d'apanage. La fortification de la ville basse (Le « Grund ») est réalisée entre 1387 et 1395. Le duché et la ville sont cédés en 1443 au duc Philippe III de Bourgogne par la duchesse Élisabeth de Goerlitz.

### Période espagnole
Le Duché et la ville passe par héritage à Charles Quint qui, enfant, portait le titre de duc de Luxembourg. Par lui, Luxembourg passe aux Habsbourg d'Espagne. Elle était également le chef-lieu d'une prévôté depuis au moins le XVe siècle, jusqu'en 1795.
Le comte Pierre-Ernest Ier de Mansfeld, gouverneur du duché de Luxembourg, construit un palais dans le style espagnol dans l'actuelle Clausen. Ce palais a pratiquement entièrement disparu, encore sous l'Ancien Régime. L'actuel palais grand-ducal dans la ville haute, pour sa part, remonte en partie au XVIe siècle : sa partie la plus ancienne avait été construite en remplacement de l'hôtel de ville qui avait brûlé.

### Période française et autrichienne

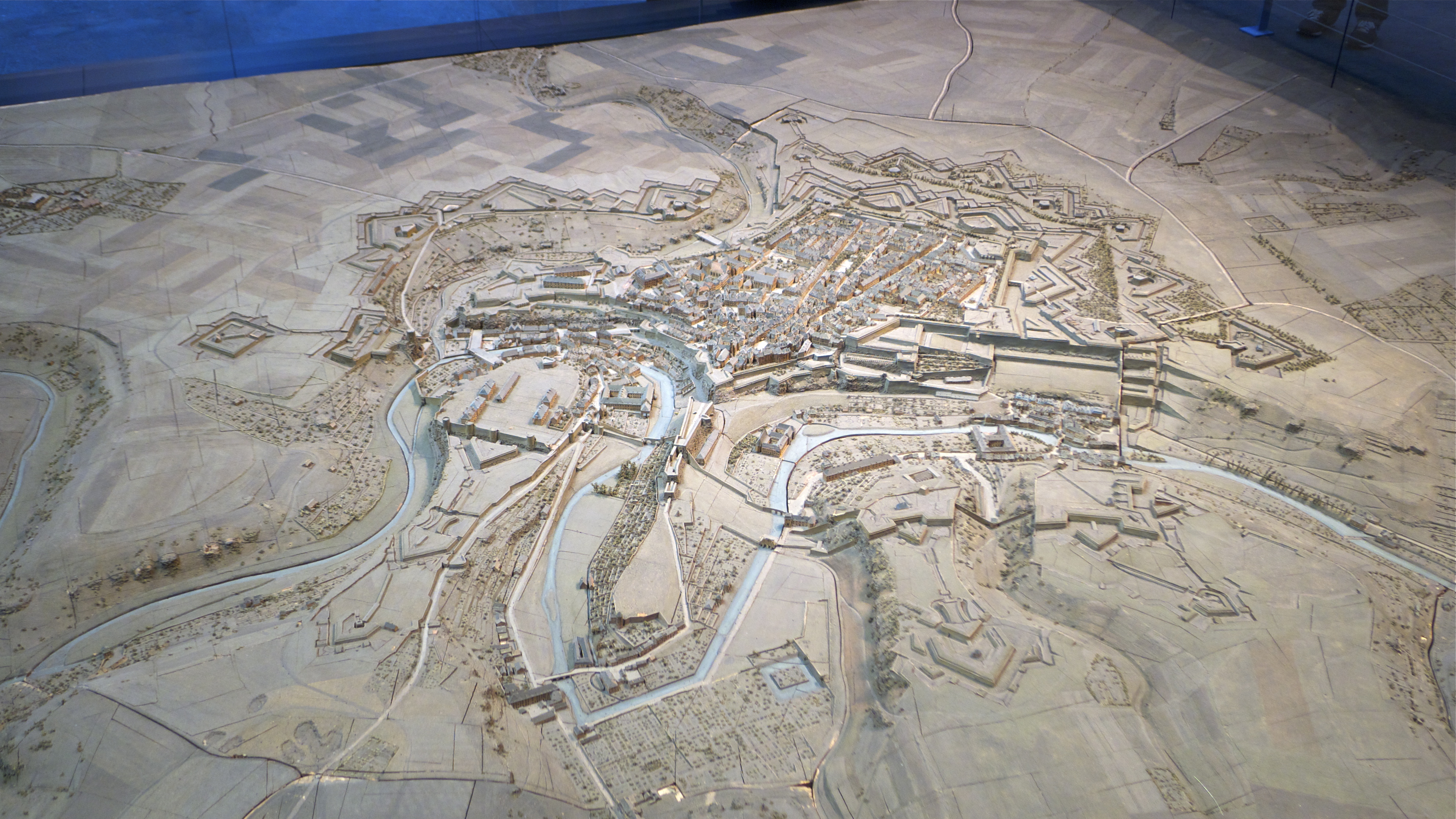
Plan-relief des fortifications de Luxembourg.

Une première tentative d'annexion française a lieu dans le cadre de la politique des Réunions du roi Louis XIV de France. Les armées françaises mettent le siège devant la ville en décembre 1683. À partir du 28 avril 1684, Vauban dirige les assauts sous les ordres du maréchal de Créquy et la ville tombe le 4 juin 1684.
Toutefois, le traité de Ryswick de 1697 met fin à la guerre de la Ligue d'Augsbourg et ordonne la rétrocession du Duché et de la place forte de Luxembourg à Charles II d'Espagne. Mais à sa mort, en 1700, commence la guerre de Succession d'Espagne qui a pour conséquence le passage du Duché et de la ville sous administration des Habsbourg d'Autriche dès 1714. Les territoires resteront autrichiens jusqu'à la Révolution française de 1789 après laquelle les armées de la Première République tentent une première annexion dès 1792, qui restera un échec. Une deuxième invasion a alors lieu dès 1794 lors de laquelle les révolutionnaires mettent le siège devant la ville en 1795. La forteresse de Luxembourg, pourtant qualifiée par Lazare Carnot de « plus forte place du monde excepté Gibraltar »[réf. nécessaire] doit capituler devant les armées de la République française, après un blocus et un siège de onze mois. Sous la dénomination de « département des Forêts », le Duché de Luxembourg est incorporé à la Première République et plus tard à l'Empire français de Napoléon Bonaparte. Les préfets nommés sont Jean-Baptiste Lacoste (1800-1808) et André Joseph Jourdan (1808-1814).

### Période néerlandaise et belge

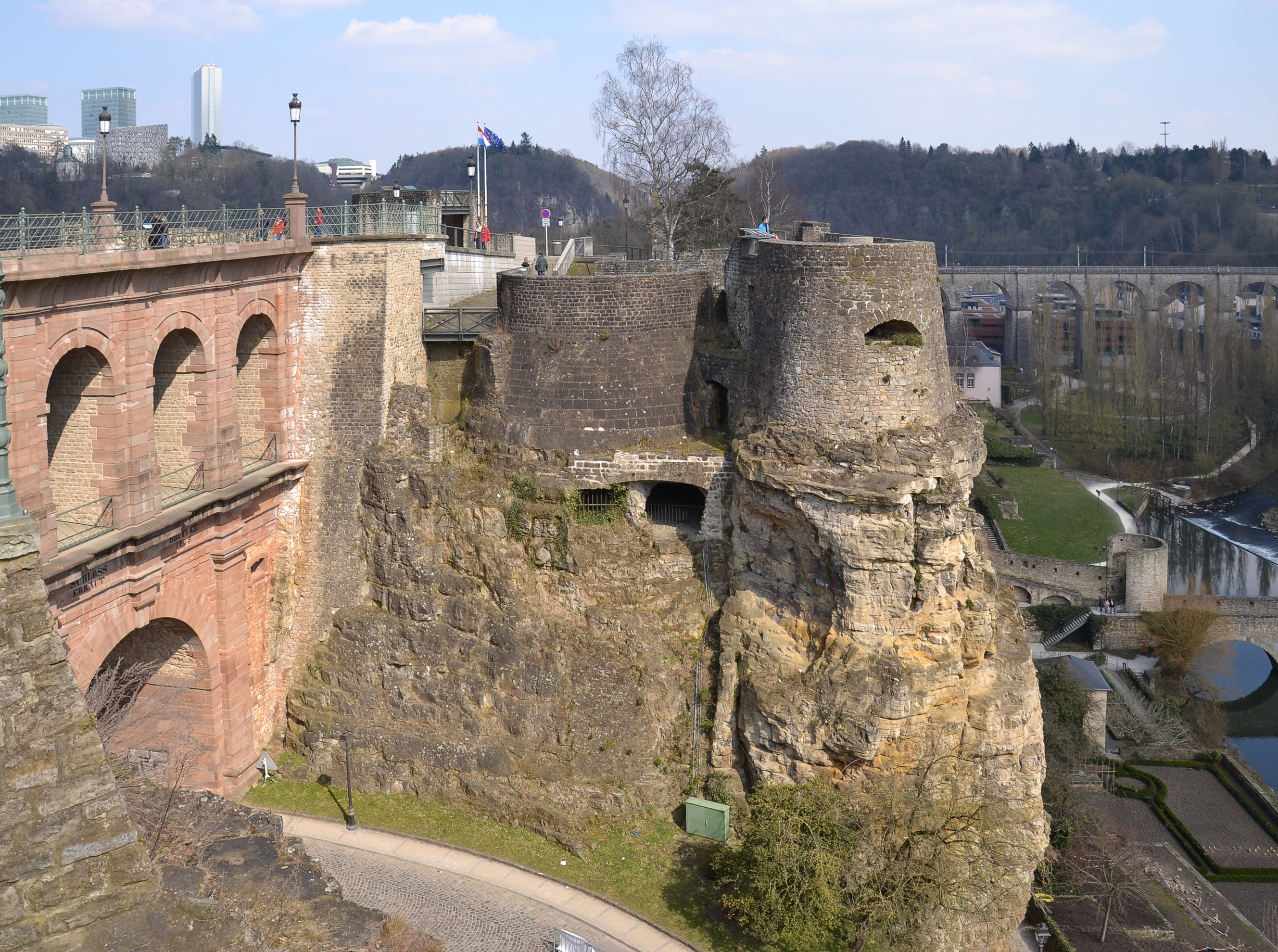
Les casemates et les fortifications de la vieille ville.

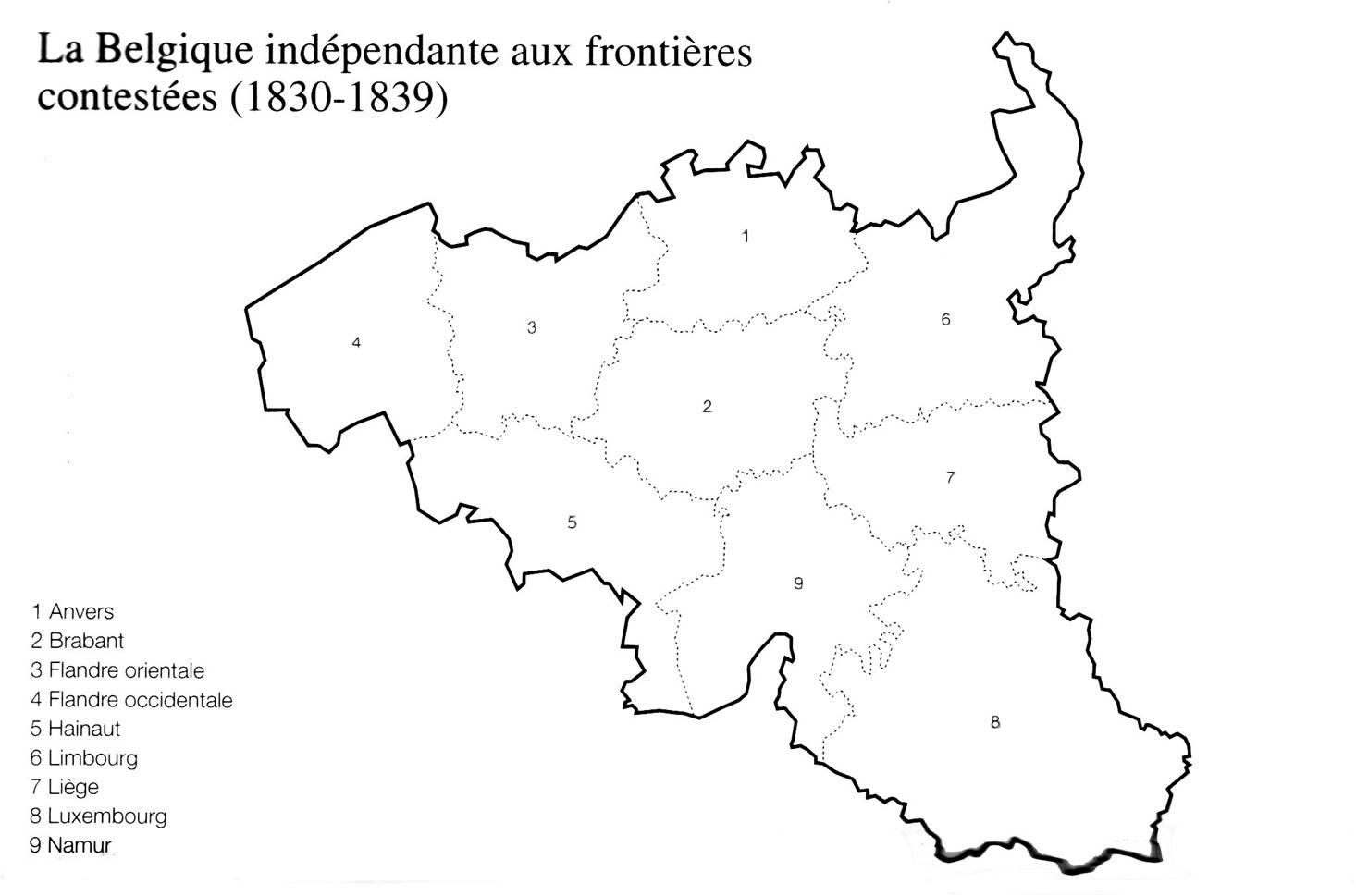
Les frontières de la Belgique après la révolution belge de 1830 englobaient l'actuel Grand-Duché de Luxembourg jusqu'à sa scission lors du Traité des XXIV articles le 19 avril 1839.

Après la défaite de Napoléon Bonaparte à la bataille de Waterloo en 1815, le congrès de Vienne restaure le Luxembourg sous la forme d'un grand-duché intégré comme État membre à la Confédération germanique, ceci afin de pouvoir accorder à la Prusse, déjà installée en Rhénanie, le droit de garnison dans la forteresse de Luxembourg. Simultanément, le grand-duché de Luxembourg est donné à titre personnel et héréditaire en primogéniture masculine au roi Guillaume Ier des Pays-Bas, ce qui donne naissance à une union personnelle entre le royaume uni des Pays-Bas et le grand-duché de Luxembourg : deux états nouveaux, créées par le même congrès de Vienne et unis par la personne d'un même souverain.
En juillet 1830, éclate la révolution belge menant à la scission du royaume uni des Pays-Bas entre la Belgique et les Pays-Bas actuels. Les belges, majoritairement catholiques se soulèvent contre le joug néerlandais, majoritairement protestants et bon nombre de Luxembourgeois se rallient au mouvement révolutionnaire, car le grand-duché n'a jamais été traité qu'en simple province des Pays-Bas et les griefs à l'égard du régime néerlandais sont nombreux. Alors que la garnison prussienne continue à maintenir, de fait, les habitants de la ville de Luxembourg dans l'obéissance au roi grand-duc Guillaume Ier, l'actuel Luxembourg passe rapidement sous le contrôle des nouvelles autorités belges. Cette situation ambiguë durera jusqu'au 19 avril 1839, date de signature du traité des XXIV articles qui voit les puissances européennes imposer, entre autres, le partage du grand-duché entre sa partie occidentale, gardée par la Belgique et qui deviendra la province de Luxembourg et sa partie orientale qui est rétrocédée à Guillaume Ier et qui forme depuis lors les actuelles frontières du Luxembourg.

### Période luxembourgeoise

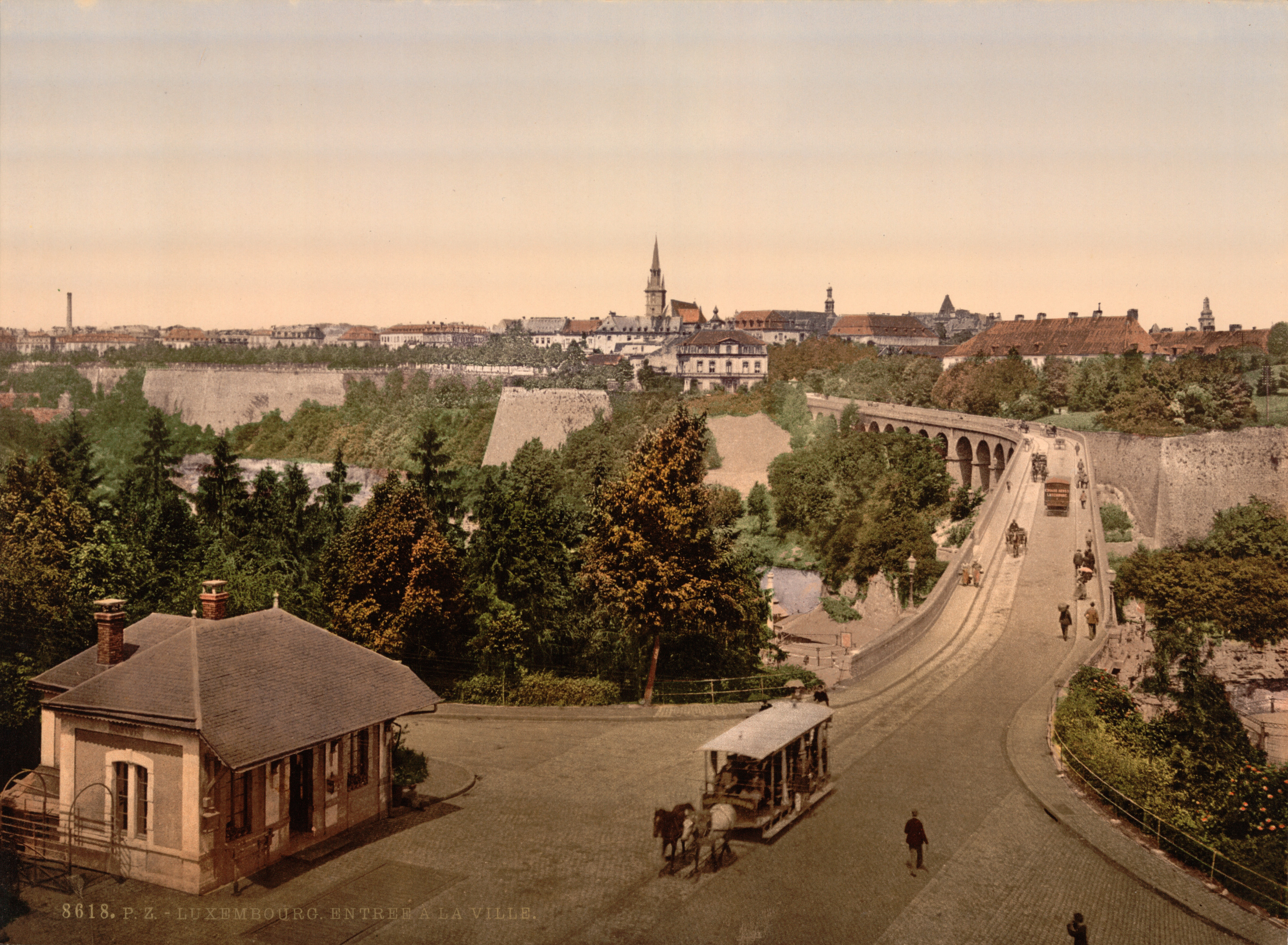
La Passerelle donnant accès à la ville, vers 1890, avec un tramway alors à traction hippomobile.

En 1866, le traité de Prague dissout la Confédération germanique. La neutralité du Luxembourg est alors proclamée par les puissances européennes réunies en conférence à Londres : la garnison prussienne doit se retirer et la forteresse de Luxembourg doit être démantelée. Ceci créant un état tampon entre le second empire français de Napoléon III et la Prusse du chancelier Otto von Bismarck.
C'est ainsi que la ville, débarrassée de sa ceinture de fortifications, peut commencer à s'étendre et se doter d'importants espaces verts tandis que sa voisine Française, Metz, devient la principale place-forte d'Europe et sera un enjeu de taille entre la Prusse et la France.
Le roi-grand-duc Guillaume III des Pays-Bas ne laissant qu'une fille, c'est un lointain cousin qui lui succède sous le nom d' Adolphe Ier de Luxembourg. Son fils, Guillaume IV de Luxembourg, n'ayant engendré que des filles, la loi salique est abolie en 1907 et c'est sa fille Marie-Adélaïde qui lui succède en 1912 à l'âge de 18 ans.

#### Première Guerre mondiale
Au mépris de la neutralité du grand-duché, le pays et sa capitale sont occupés par l'armée allemande dès le début de la Première Guerre mondiale.
Le Luxembourg retrouve son indépendance en 1918. Jugée trop germanophile, la grande-duchesse abdique en 1919 en faveur de sa sœur Charlotte.

#### Seconde Guerre mondiale
Ce scénario se répète en pire le 10 mai 1940, lors de la Seconde Guerre mondiale. Le pays est annexé de fait au Troisième Reich. La grande-duchesse et son gouvernement, réfugié à Londres, anime la résistance. 371 Luxembourgeois rejoignent la Brigade Piron pour continuer le combat. Le pays est libéré par l'armée américaine en septembre 1944 (Luxembourg-Ville, le 10 septembre 1944).

#### Depuis 1945

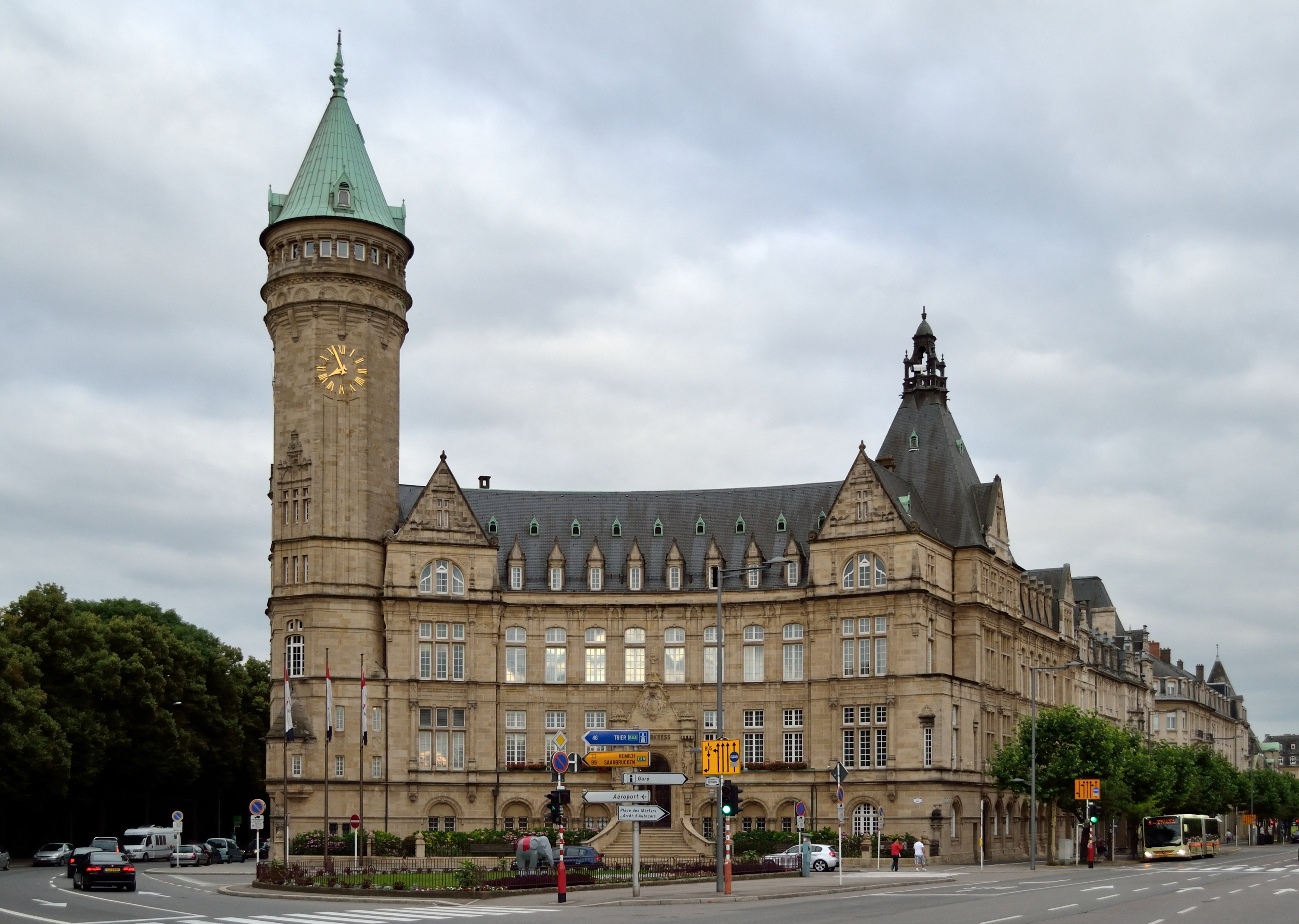
Le musée de la Banque place de Metz à Luxembourg retrace l'histoire de la puissance financière du Grand-Duché de 1890 à nos jours.

En raison de son emplacement, de son histoire mais aussi de sa situation géopolitique, le Luxembourg, en tant que membre fondateur de l'Union européenne, est le siège de nombreux organes et autorités importants de l'Union, installés dans le district de Kirchberg. La ville est donc considérée comme l'une des capitales de l'Union européenne. À partir des années 1960, la ville s'est développée à côté de l'un des plus grands centres financiers internationaux.
La ville offre une qualité de vie élevée, selon plusieurs études. Dans le classement du cabinet de conseil Mercer, qui jauge chaque année la qualité de vie dans les villes à travers le monde, la ville de Luxembourg occupe la 19e place sur 230 villes en 2015. Dans l'étude de la GaWC, Luxembourg est classé dans la catégorie Beta World Cities, sur un pied d'égalité avec Berlin, Rome, Dallas ou encore Lisbonne.

## Politique et administration

### Structure administrative
Capitale du Grand-Duché, la commune dispose du statut de ville depuis le 24 février 1843 et est le chef-lieu du canton de Luxembourg et fut celui du district de Luxembourg jusqu'à son abolition en 2015.

#### Administration communale
Le conseil communal de Luxembourg est composé de 27 membres, dont le collège des bourgmestre et échevins constitué de sept membres : la bourgmestre Lydie Polfer, le premier échevin Maurice Bauer et cinq échevins.

### Liste des bourgmestres
La bourgmestre de la ville est, depuis le 18 décembre 2013, Lydie Polfer, qui a auparavant exercé cette fonction de 1982 à 1999. Elle a succédé à Xavier Bettel, qui occupa le poste du 24 novembre 2011 jusqu'à sa nomination à la tête du Gouvernement.

### Tendances politiques et résultats
La ville de Luxembourg est rattachée pour les élections législatives à la circonscription Centre dont elle est le chef-lieu. Aux élections législatives luxembourgeoises de 2018, les deux partis arrivés en tête dans la circonscription Centre sont le parti populaire chrétien social (CSV) avec 29,14 % des voix suivi du parti démocratique (DP) avec 24,17 % des voix.

### Jumelages
| Ville | Ville                       | Pays | Pays        |
| ----- | --------------------------- | ---- | ----------- |
|       | borough londonien de Camden |      | Royaume-Uni |
|       | Metz                        |      | France      |
|       | Prague                      |      | Tchéquie    |

### Instances judiciaires et administratives

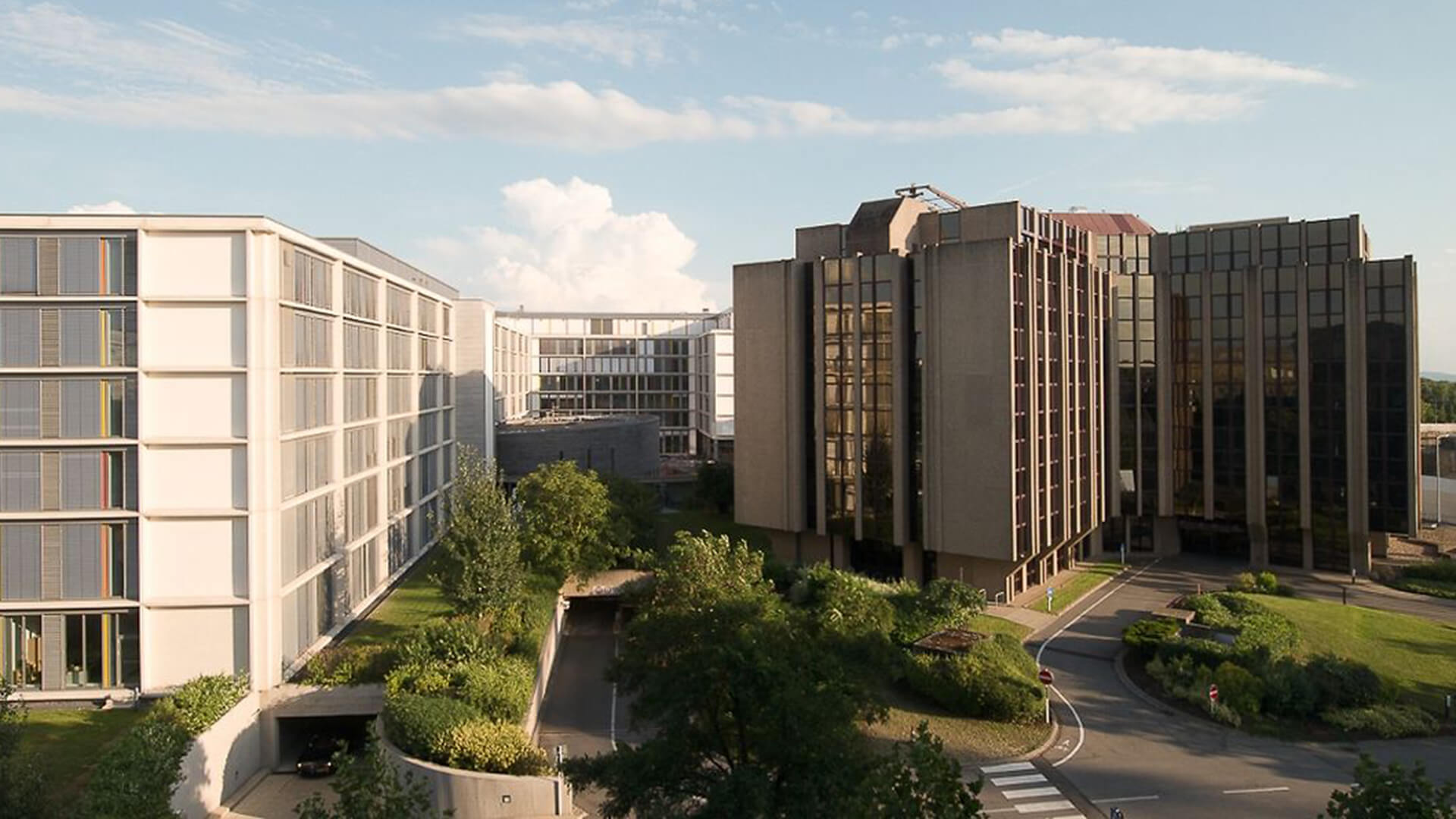
Le bâtiment de la Cour des comptes européenne.

Luxembourg est le siège de nombreuses administrations nationales et européennes.
- Judiciaire : La grande majorité des institutions judiciaires du pays sont basées dans la capitale, qui est aussi le chef-lieu de l'arrondissement judiciaire de Luxembourg et dispose d'une justice de paix.
- Police et secours : La police grand-ducale et le corps grand-ducal d'incendie et de secours ont leurs sièges respectifs dans la capitale ou ses environs proches.

Ville natale d'un des pères fondateurs de l'Europe unie, Robert Schuman, elle est l'un des trois sièges officiels de l'Union européenne et héberge ses institutions juridictionnelles et financières : la Cour de justice de l'Union Européenne, Banque européenne d'investissement, la Cour des comptes européenne, le Secrétariat du Parlement européen, Office des publications ainsi que différents services de la Commission européenne.

## Population et société

### Démographie
Au recensement du 25 octobre 2012, la population de Luxembourg était de 100 000 habitants.
35,12 % sont luxembourgeois et 64,88 % (soit 143 nationalités) sont d'origine étrangère.
En 2009, elle comptait un total de 47 526 hommes et de 51 021 femmes.
L'évolution du nombre d'habitants est connue à travers les recensements de la population effectués dans le pays depuis 1821. Les recensements décennaux de la population permettent de caler les chiffres sur la composition de la population par sexe, âge, nationalité et commune de résidence. Entre deux recensements, la population au 1er janvier de l’année {\displaystyle x} est évaluée en ajoutant à la population au 1er janvier de l’année {\displaystyle x-1} les soldes naturel (naissances {\displaystyle -} décès) et migratoire (arrivées {\displaystyle -} départs) de l'année. La même méthode est appliquée pour la répartition par âge au 1er janvier et les effectifs totaux par nationalité. Depuis le 1er septembre 2023, le Luxembourg dénombre 100 communes.
Au 1er janvier 2025, la commune comptait 136 208 habitants.
| 1821   | 1851   | 1871   | 1880   | 1890   | 1900   | 1910   | 1922   | 1930   |
| ------ | ------ | ------ | ------ | ------ | ------ | ------ | ------ | ------ |
| 15 091 | 21 754 | 26 303 | 30 205 | 32 767 | 39 488 | 45 169 | 46 530 | 53 837 |

| 1935   | 1947   | 1960   | 1970   | 1978   | 1979   | 1981   | 1983   | 1984   |
| ------ | ------ | ------ | ------ | ------ | ------ | ------ | ------ | ------ |
| 57 822 | 61 996 | 71 653 | 76 159 | 79 580 | 79 596 | 78 912 | 77 100 | 76 050 |

| 1985   | 1986   | 1987   | 1988   | 1989   | 1990   | 1991   | 1992   | 1993   |
| ------ | ------ | ------ | ------ | ------ | ------ | ------ | ------ | ------ |
| 76 130 | 76 150 | 76 640 | 76 468 | 75 950 | 74 724 | 75 833 | 75 399 | 75 797 |

| 1994   | 1995   | 1996   | 1997   | 1998   | 1999   | 2000   | 2001   | 2002   |
| ------ | ------ | ------ | ------ | ------ | ------ | ------ | ------ | ------ |
| 75 713 | 76 446 | 77 401 | 78 290 | 79 500 | 79 844 | 80 670 | 76 688 | 77 965 |

| 2003   | 2004   | 2005   | 2006   | 2007   | 2008   | 2009   | 2010   | 2011   |
| ------ | ------ | ------ | ------ | ------ | ------ | ------ | ------ | ------ |
| 78 329 | 79 366 | 80 158 | 82 509 | 83 820 | 85 467 | 88 586 | 90 848 | 95 058 |

| 2012   | 2013    | 2014    | 2015    | 2016    | 2017    | 2018    | 2019    | 2020    |
| ------ | ------- | ------- | ------- | ------- | ------- | ------- | ------- | ------- |
| 99 852 | 103 641 | 107 247 | 111 287 | 115 227 | 114 303 | 116 323 | 119 215 | 122 273 |

| 2021    | 2022    | 2023    | 2024    | 2025    | - | - | - | - |
| ------- | ------- | ------- | ------- | ------- | - | - | - | - |
| 124 509 | 128 512 | 134 714 | 134 697 | 136 208 | - | - | - | - |

Le graphique qui aurait dû être présenté ici ne peut pas être affiché car il utilise l'ancienne extension Graph, désactivée pour des questions de sécurité. Des indications pour créer un nouveau graphique avec la nouvelle extension Chart sont disponibles ici.

### Enseignement
La ville compte une importante cité scolaire, le Campus Geesseknäppchen.

#### Enseignement postprimaire
- Lycée Michel-Rodange
- Lycée Aline Mayrisch (en) (LAML)
- Athénée de Luxembourg (Kolléisch)
- Lycée de garçons de Luxembourg (LGL)

#### Enseignement supérieur et universitaire

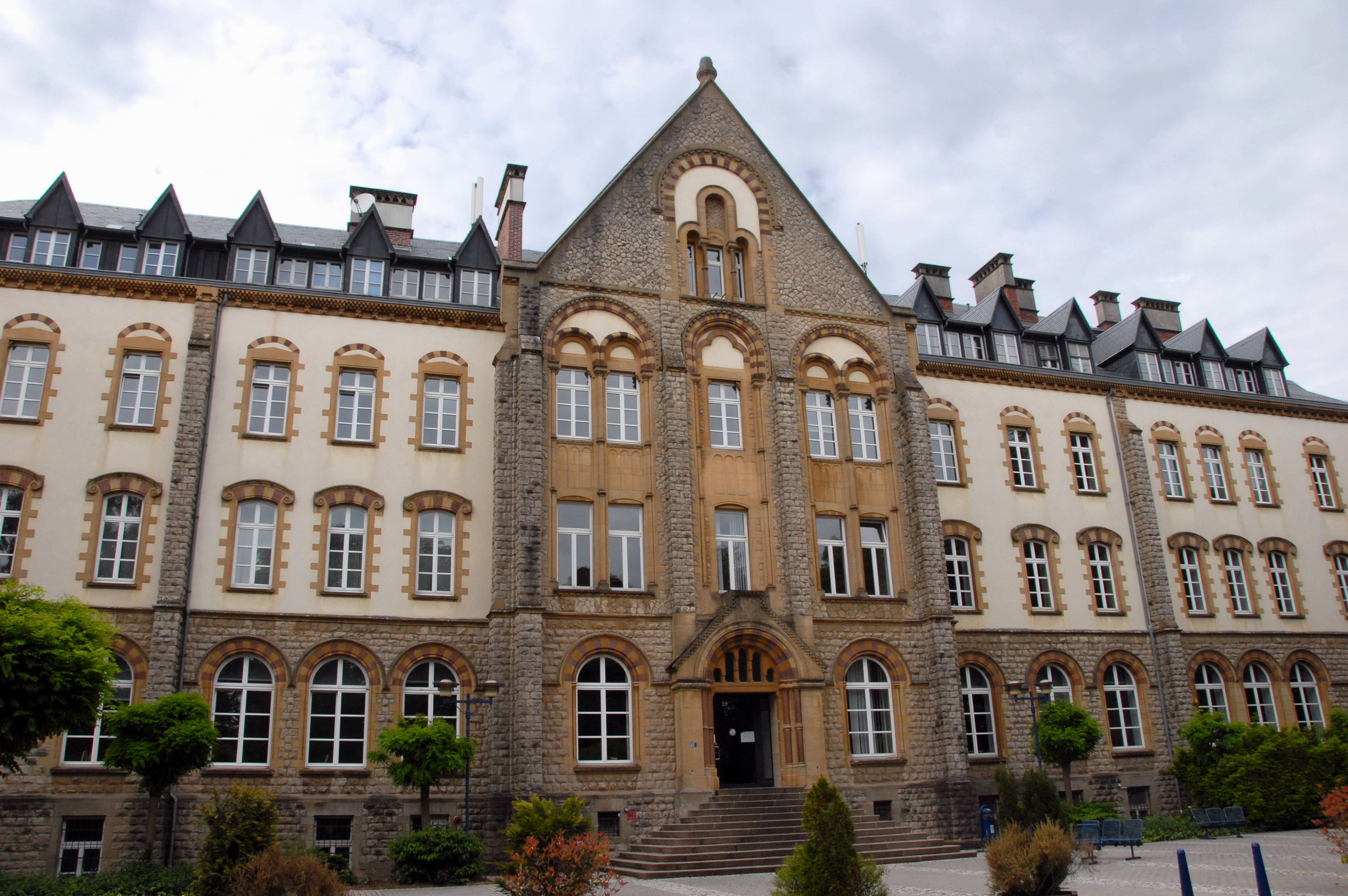
Le siège de l'Université du Luxembourg dans le Limpertsberg.

Luxembourg est le siège de l'université du Luxembourg, la seule université du pays, qui comporte 3 facultés proposant 11 bachelors et 23 masters :
- la Faculté des sciences, de la technologie et de la communication (FSTC) ;
- la Faculté de droit, d’économie et de finance (FDEF) ;
- la Faculté des lettres, des sciences humaines, des arts et des sciences de l’éducation (FLSHASE).

Les établissements s'étalent sur quatre campus, dont deux sur le territoire de la ville :
- celui du Kirchberg (Faculté des sciences, de la technologie et de la communication) ;
- celui du Limpertsberg (Faculté de droit, d'économie et de finance).

Les deux autres se situant à Esch-Belval (au sud) et à Walferdange (au nord).

### Manifestations culturelles et festivités
- La fête nationale du Luxembourg célèbre symboliquement l'anniversaire du Grand-Duc le 23 juin de chaque année (date arrêtée et maintenue depuis 1961).
- La Schueberfouer est une fête foraine annuelle qui date de l'an 1340 et qui se déroule traditionnellement à la fin de l'été (de la fin du mois d'août au début du mois de septembre), attirant des milliers de personnes sur le Champ du Glacis chaque année[20].
- Le marché de Noël de la ville du Luxembourg est considéré comme «un des plus vieux et des plus traditionnels»[21] sur le continent européen. Durant un mois (de fin novembre jusqu'au 23 décembre), le marché est organisé sur 3 places principales de la ville : le « Chrëschtmaart » (marché de Noël) sur la place d'Armes, « Wantermaart » (marché de l'hiver) sur la place de la Constitution et le « Niklosmaart » (marché Saint-Nicolas et de l'Avent) sur la place de Paris[22].
- La fête de la musique a lieu chaque année le 21 juin depuis l'an 2000, issue de l'initiative européenne de développement musical et culturel du réseau de la «Fête Européenne de la Musique»[23].

### Sports
Luxembourg abrite le stade national de football : le stade Josy-Barthel. Cette enceinte doit être démolie et son terrain transformé en logements après la mise en service du stade de Luxembourg en septembre 2021.

## Économie

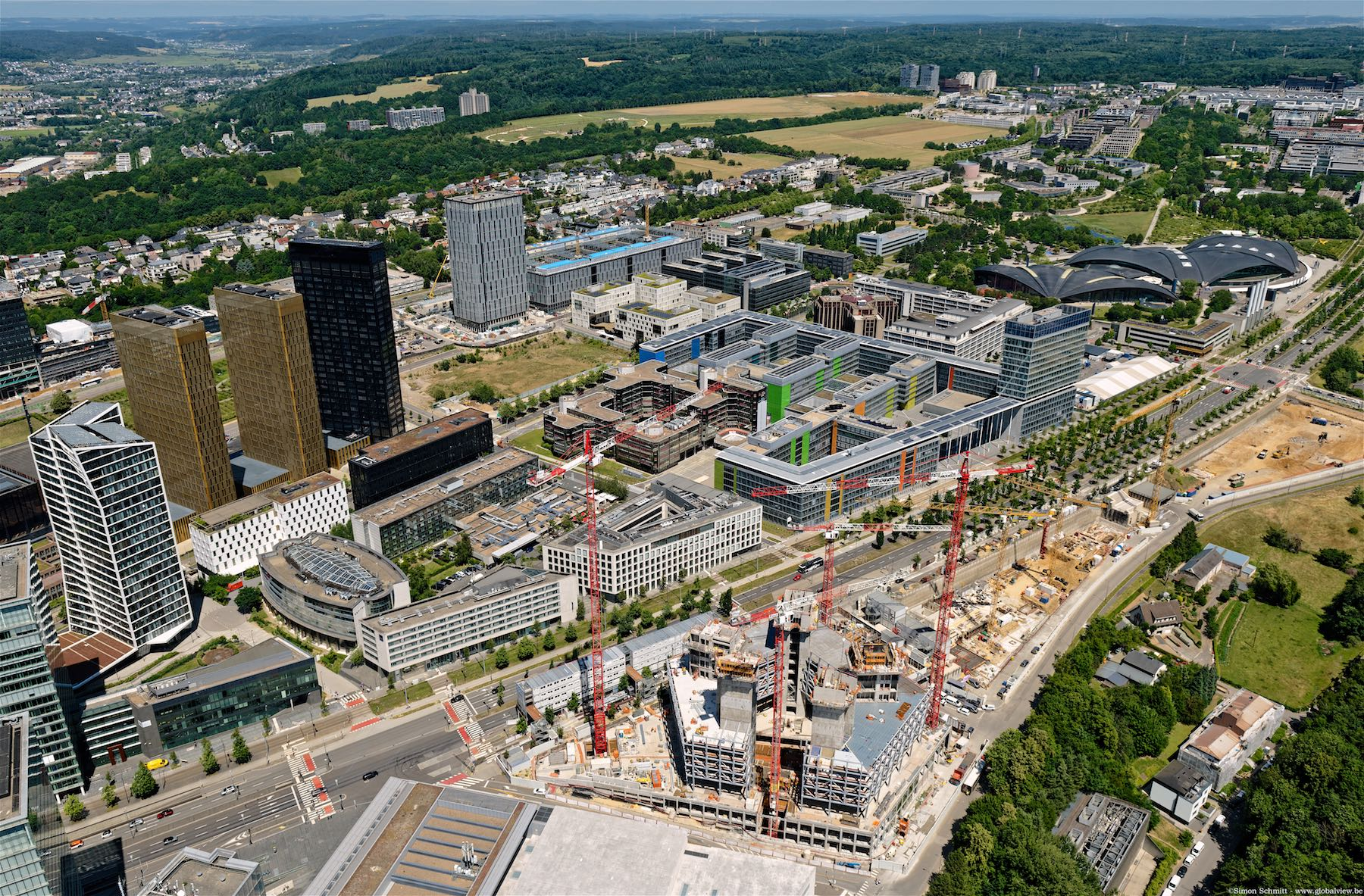
L'économie de la ville est principalement tournée vers le secteur des services, notamment dans le quartier du Kirchberg (illustration).

La ville de Luxembourg est connue pour être une importante place financière européenne et mondiale. 46 % du produit intérieur brut du pays dépend du rôle de place financière de la capitale notamment sur le marché des fonds d'investissement. On compte près de 150 banques présentes employant environ 26 000 personnes. Ce succès s'explique en partie car le Grand-Duché du Luxembourg applique un secret bancaire qui est garanti par le code pénal, sans pourtant être absolu.
Ce secteur d'activité se concentre principalement dans les quartiers nord de la ville, notamment celui du Kirchberg.

## Culture locale et patrimoine

### Lieux et monuments
La ville abrite les principaux édifices culturels du pays. Parmi eux :
- la Philharmonie Luxembourg, une salle de spectacle ultramoderne (salle de concerts Grande-Duchesse-Joséphine-Charlotte) (architecte : Christian de Portzamparc) ;
- le Grand Théâtre de Luxembourg ;
- le Conservatoire de musique ;
- la Bibliothèque nationale du Luxembourg (750 000 volumes) ;
- le Cercle Cité.

Elle compte aussi plusieurs musées :
- le Musée d'art moderne grand-duc Jean ou Mudam (architecte : Ieoh Ming Pei) ;
- le Musée national d'histoire et d'art (abrégé en MNHA) ;
- le Musée national d'histoire naturelle du Luxembourg ;
- la Villa Vauban ;
- le Musée Dräi Eechelen ;
- le Musée de la Banque
- le Musée d'histoire de la ville de Luxembourg (architectes : Conny Lentz et Adeline Rispal / Repérages).

### Patrimoine

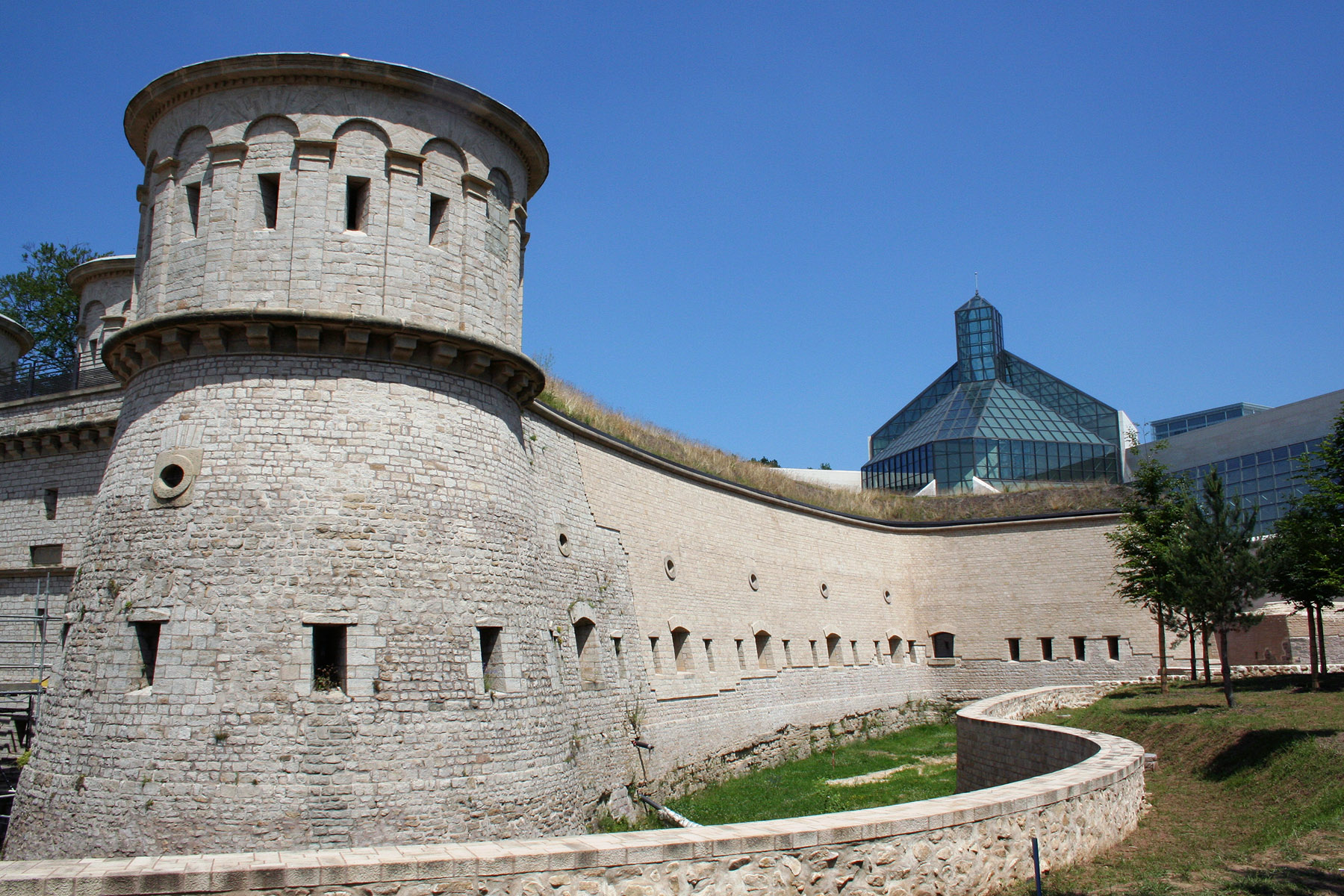
Le fort Thüngen et, à l'arrière-plan, le musée d'art moderne grand-duc Jean.

Avec ses fortifications, la ville se situe au sommet d'un rocher de grès aux bords escarpés, que contournent deux rivières, l'Alzette et la Pétrusse. La vieille ville est séparée de la nouvelle au sud par la profonde entaille du ravin de la Pétrusse que franchissent des ponts, tel le pont Adolphe (1899-1903). Au nord, elle est reliée au plateau de Kirchberg par le pont Grande-Duchesse Charlotte (1964) qui enjambe l'Alzette. Trois quartiers occupent les vallées : Grund, Clausen et Pfaffenthal.
- Le palais grand-ducal, attenant à la Chambre des députés (le Parlement).
- Édifices religieux : la cathédrale Notre-Dame de Luxembourg, l'église Saint-Alphonse, l'ancienne abbaye de Neumünster (elle héberge le Centre culturel de rencontre abbaye de Neumünster), la chapelle Saint-Quirin
- Édifices militaires : les casemates donnant sur les vallées de l'Alzette et de la Pétrusse
- Places : la place Guillaume II, la place d’Armes, la place des martyrs, la place de Clairefontaine. La place d'Armes est le « salon » des Luxembourgeois. Ils aiment s'y installer aux terrasses des cafés, le dimanche après-midi, pour écouter les fanfares venues des quatre coins du pays se produire sous le kiosque à musique ; mais, très casaniers, ils ne s'y attardent que rarement le soir.
- Ouvrages d'art : le pont Adolphe qui enjambe la Pétrusse, construit par Paul Séjourné et le viaduc de Pulvermühl[26], qui enjambe l'Alzette.
- Sièges de société : les sièges de la Spuerkeess et de l'Arbed (actuelle société Arcelor-Mittal)
- Le château de Septfontaines, maison de réception de la manufacture Villeroy & Boch datant de 1782
- Le rocher du Bock. Cet éperon rocheux relié jadis à la ville par un pont-levis (actuel pont du château) a été un peu aplani par la création de la montée de Clausen. Il supporte les ruines du château de Luxembourg, édifié au Xe siècle, démoli en 1555 et transformé en fortin au XVIIe siècle. Détruit en 1684, lors du siège de la ville par les Français, il fut reconstruit par Vauban. En 1745, les Autrichiens entreprirent l'aménagement des fortifications et creusèrent des casemates. Le Bock a été rasé en 1875 : il ne subsiste en surface que la tour nommée « Dent Creuse ».
- L'avenue de la Liberté, la rue piétonne
- Le grand parc municipal.
- La vallée de la Pétrusse.
- La vallée de l'Alzette.
- Les anciennes fortifications.
- La porte des Juifs.
- La fondation Pescatore, résidence pour personnes âgées.
- Le Monument du souvenir (Gëlle Fra), monument dédié aux combattants de la Première Guerre mondiale.
- Le Stade Josy-Barthel.
- Le refuge Saint-Maximin ou hôtel Saint Maximin, ancienne abbaye, ancien siège du gouvernement puis de ministère.

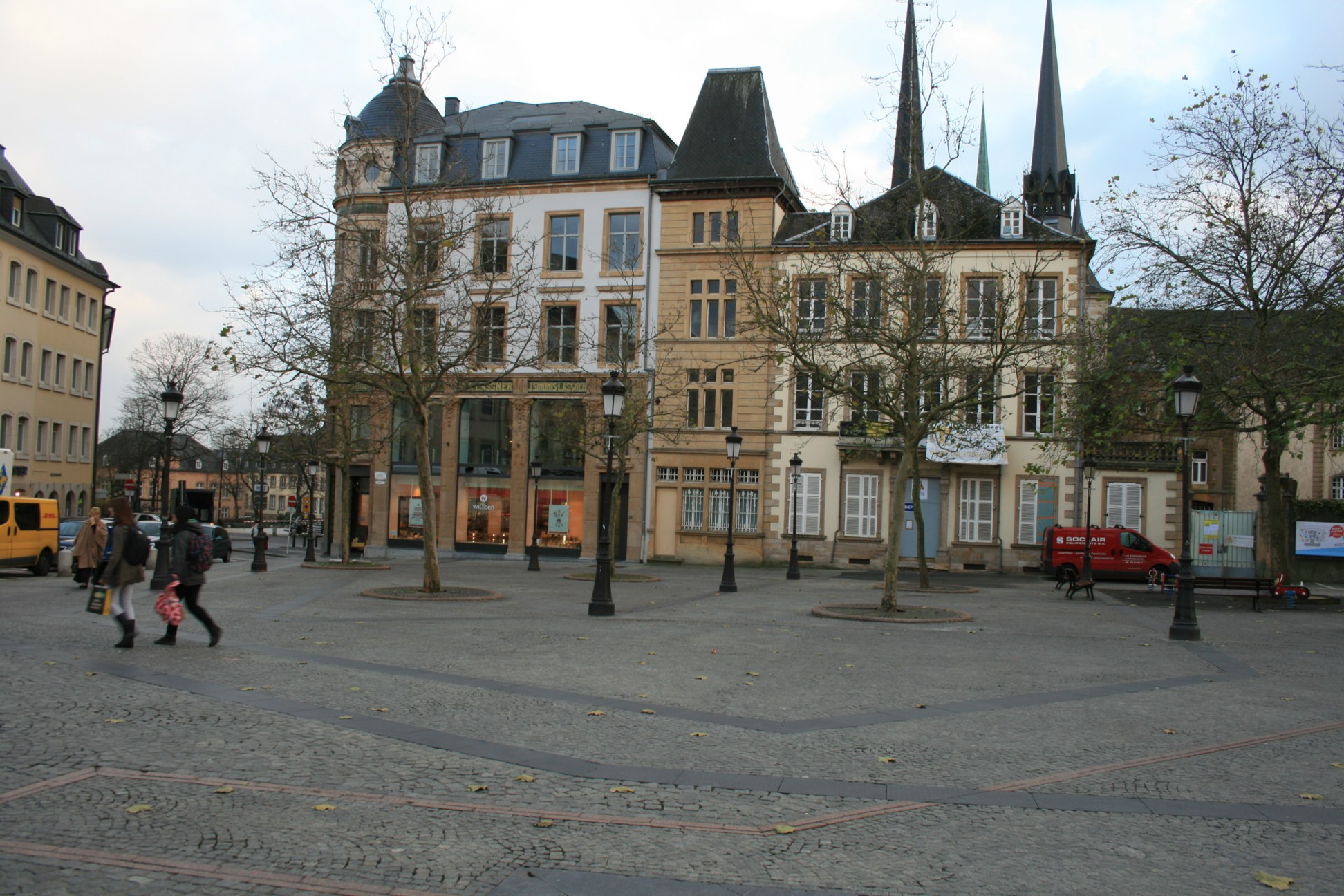
Place Guillaume II.
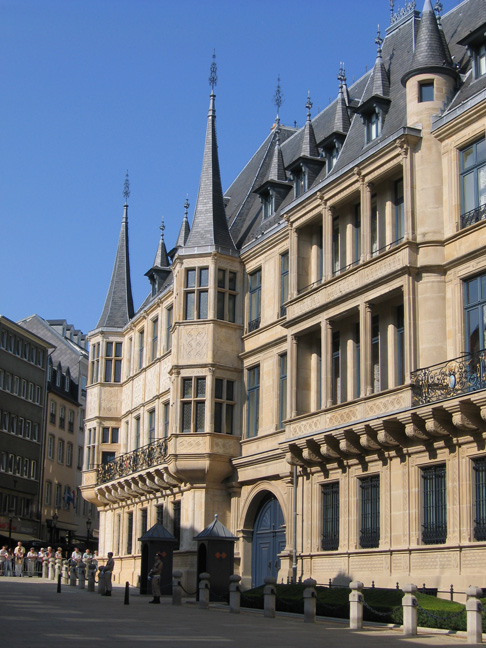
Le palais grand-ducal.
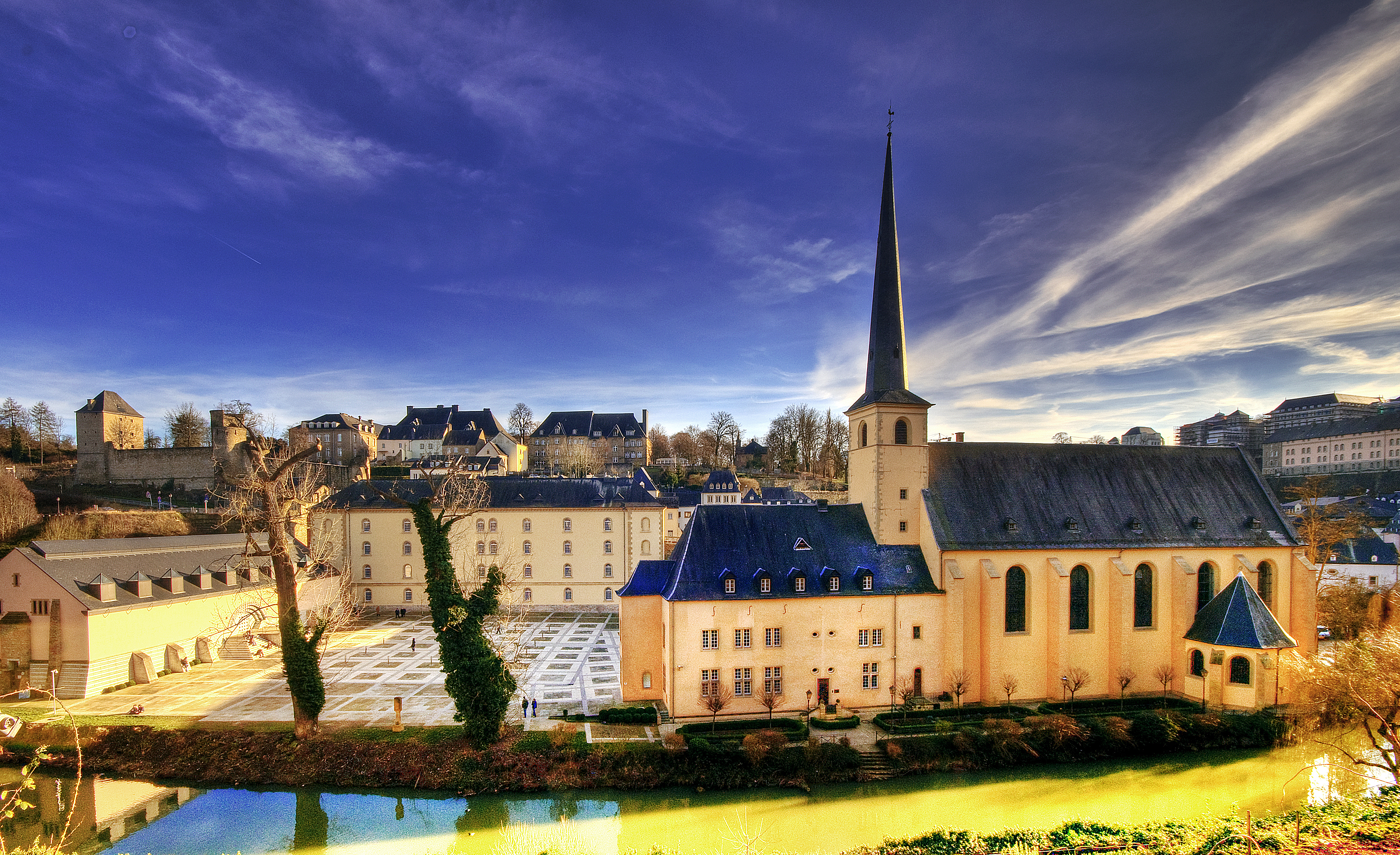
L'abbaye de Neumünster, actuellement Centre culturel de Rencontre.
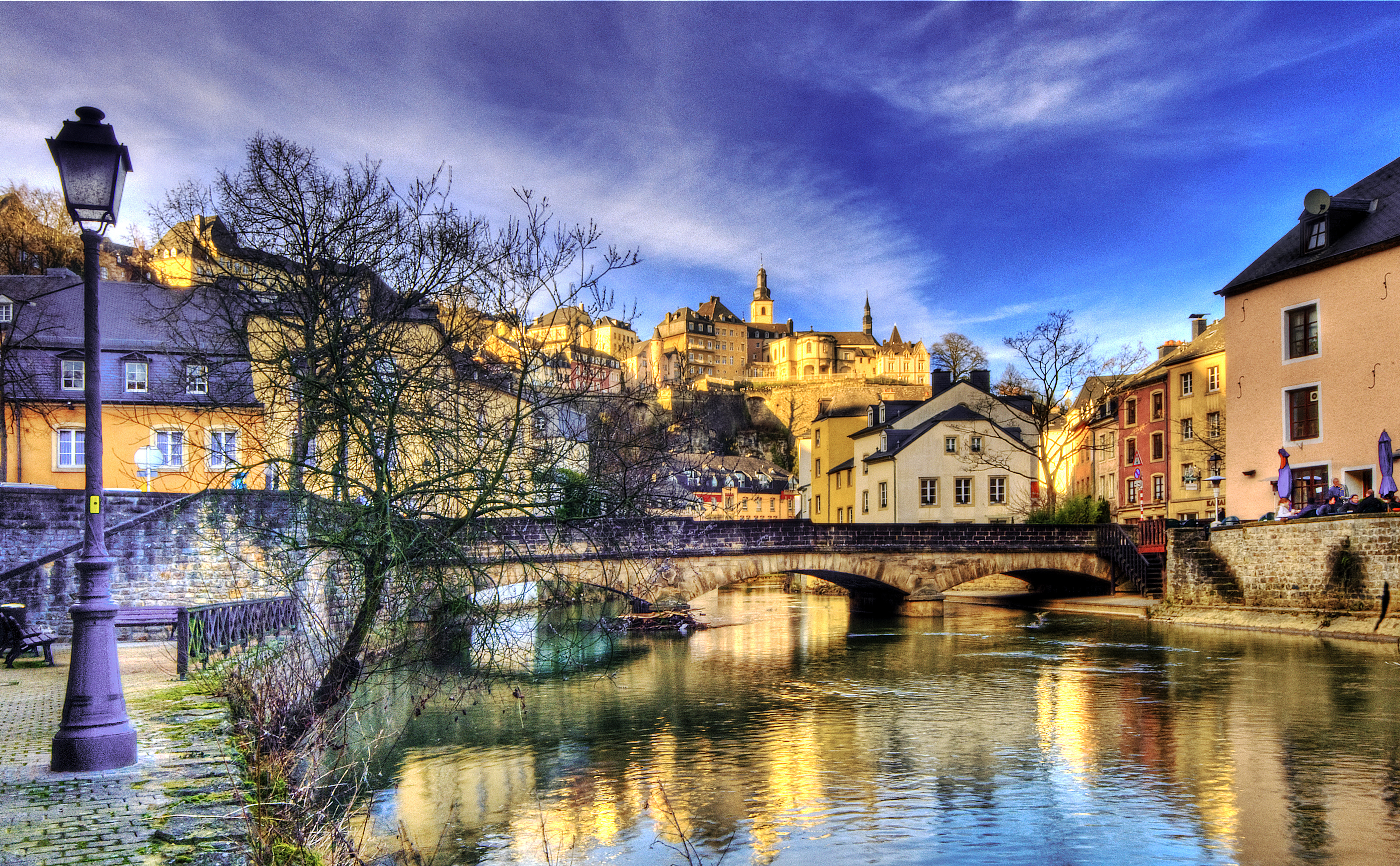
Vue de l'Alzette.
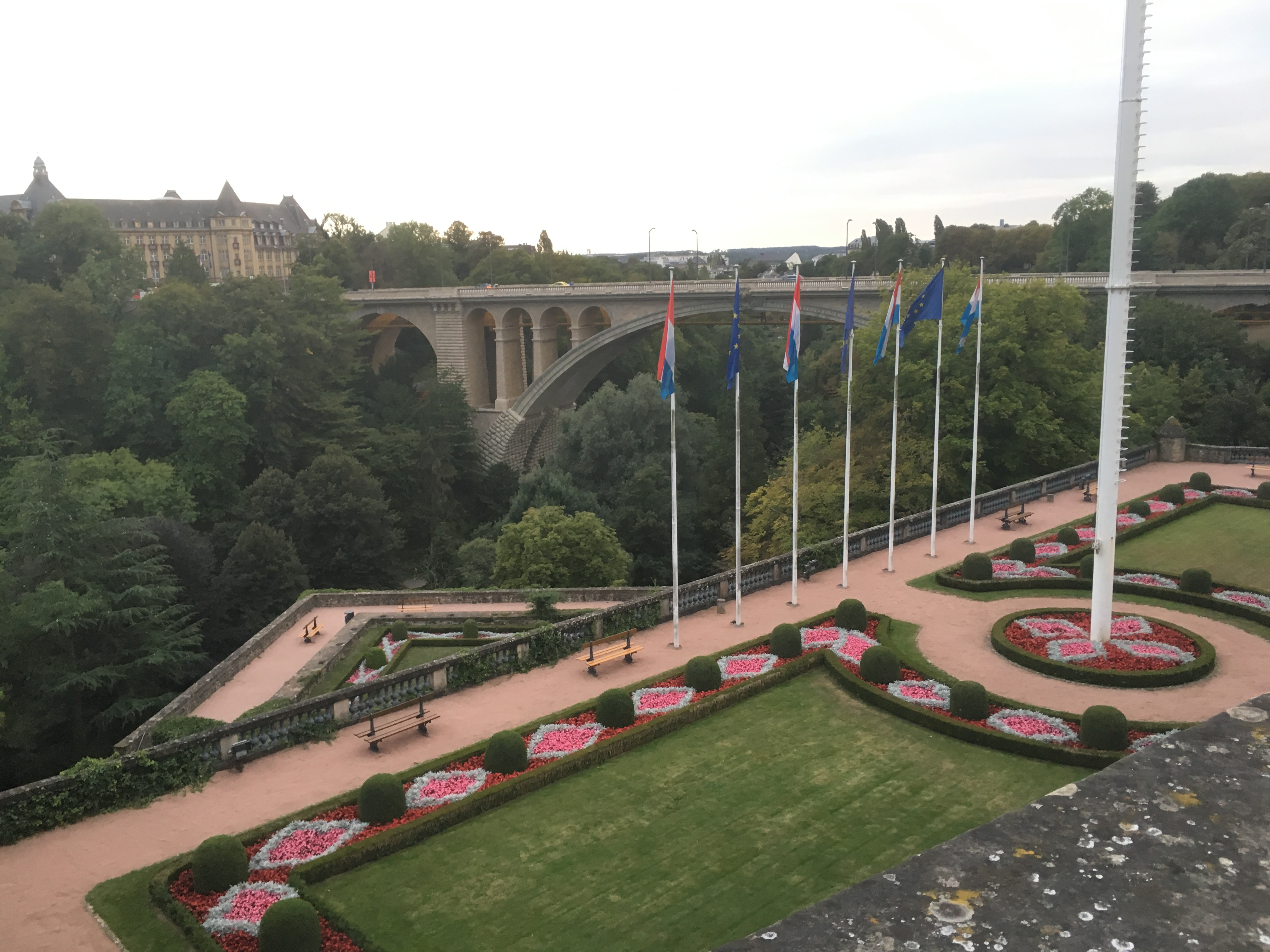
Les jardins surplombants la vallée de la Pétrusse.
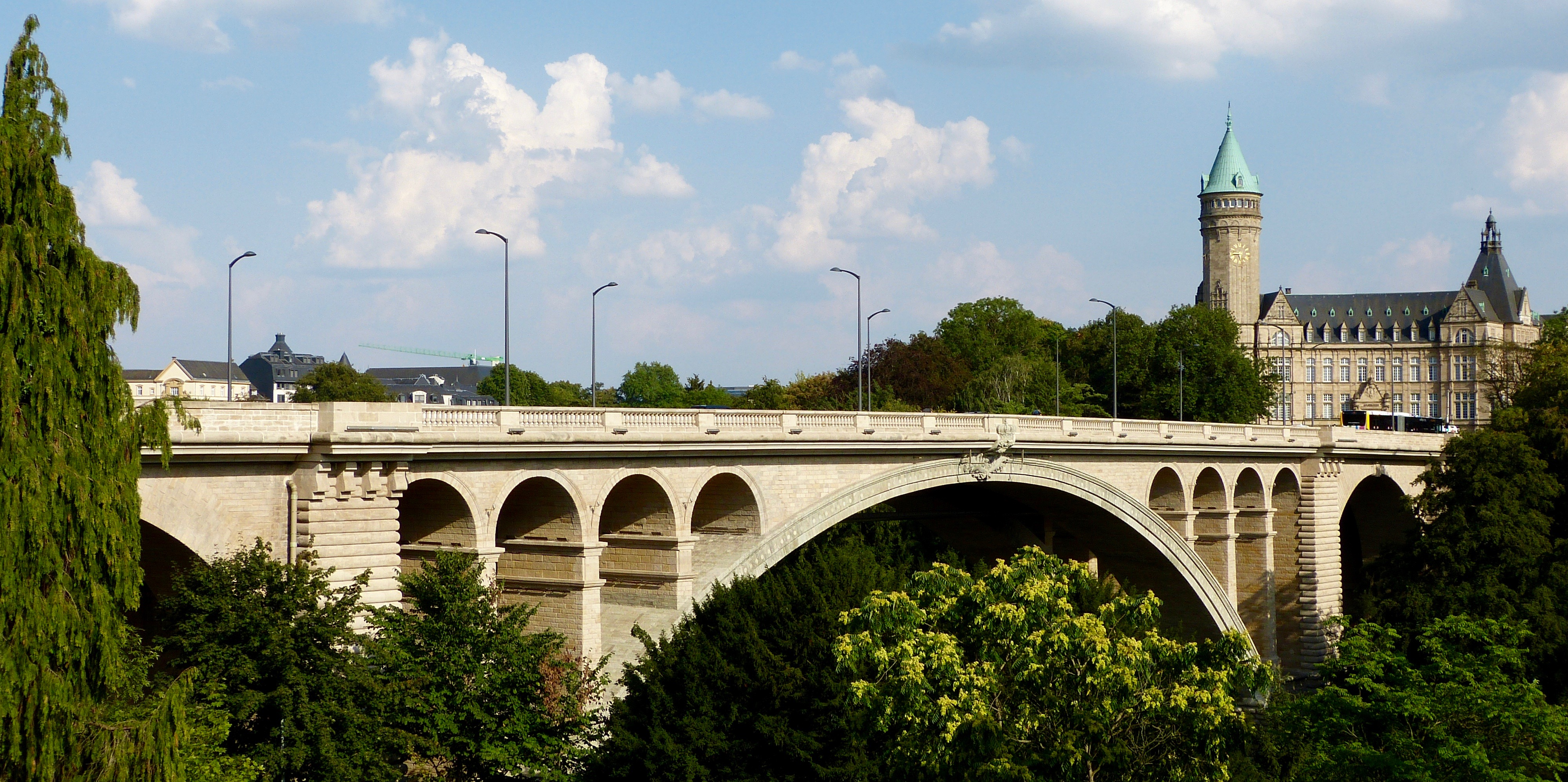
Le pont Adolphe.
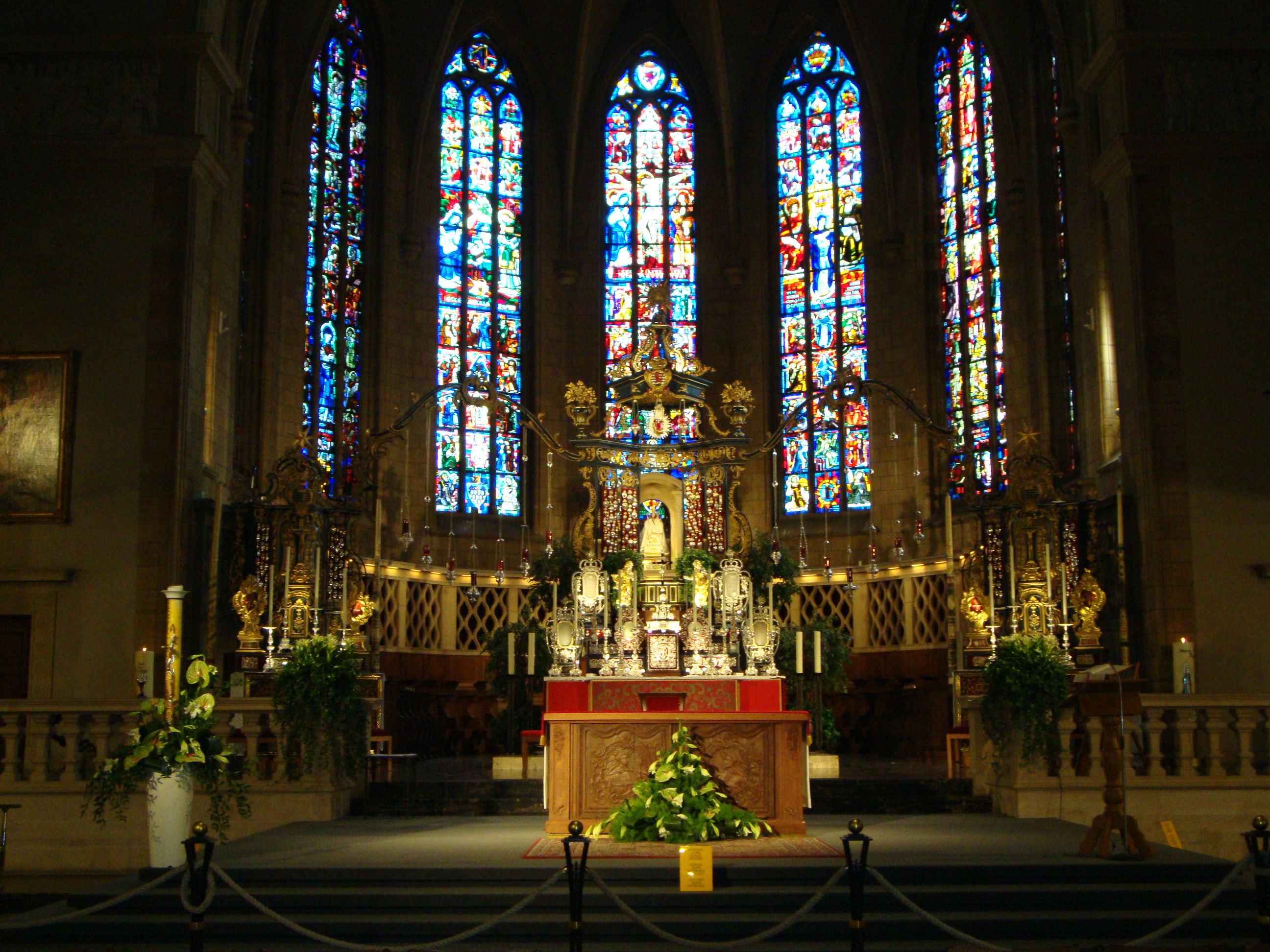
Le chœur de la cathédrale Notre-Dame de Luxembourg.
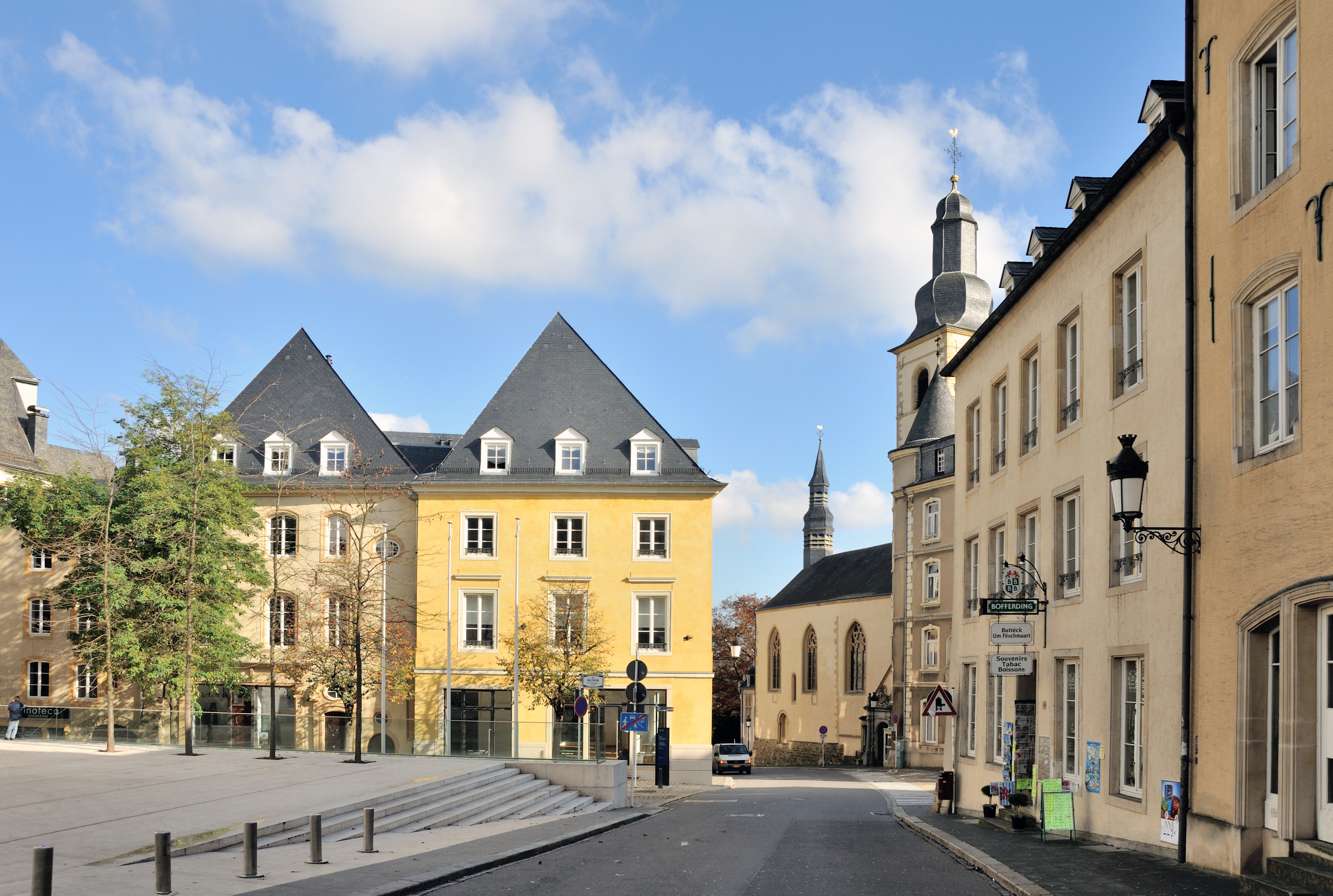
Le Marché-aux-Poissons, dans la vieille ville.
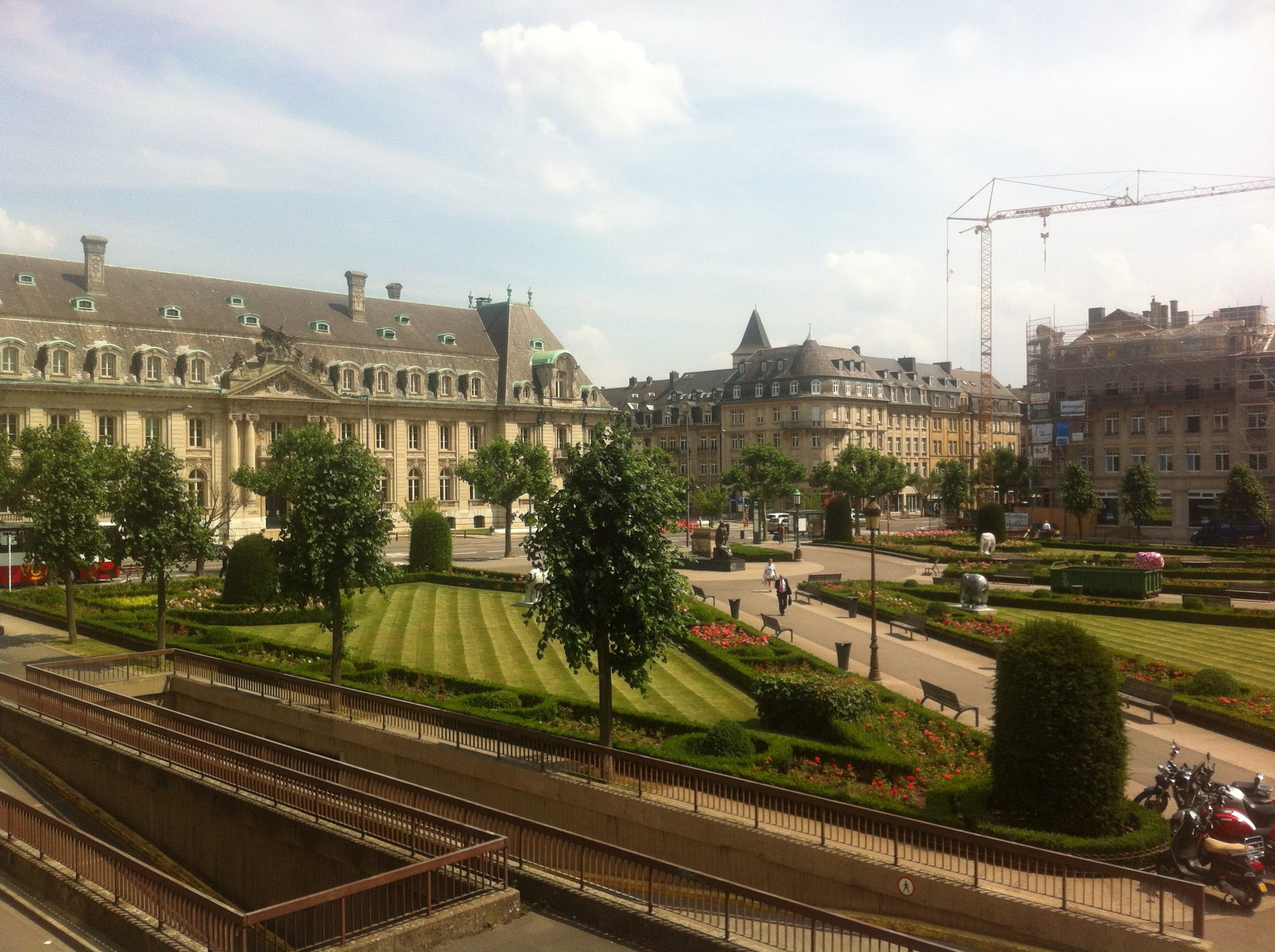
La place des Martyrs.
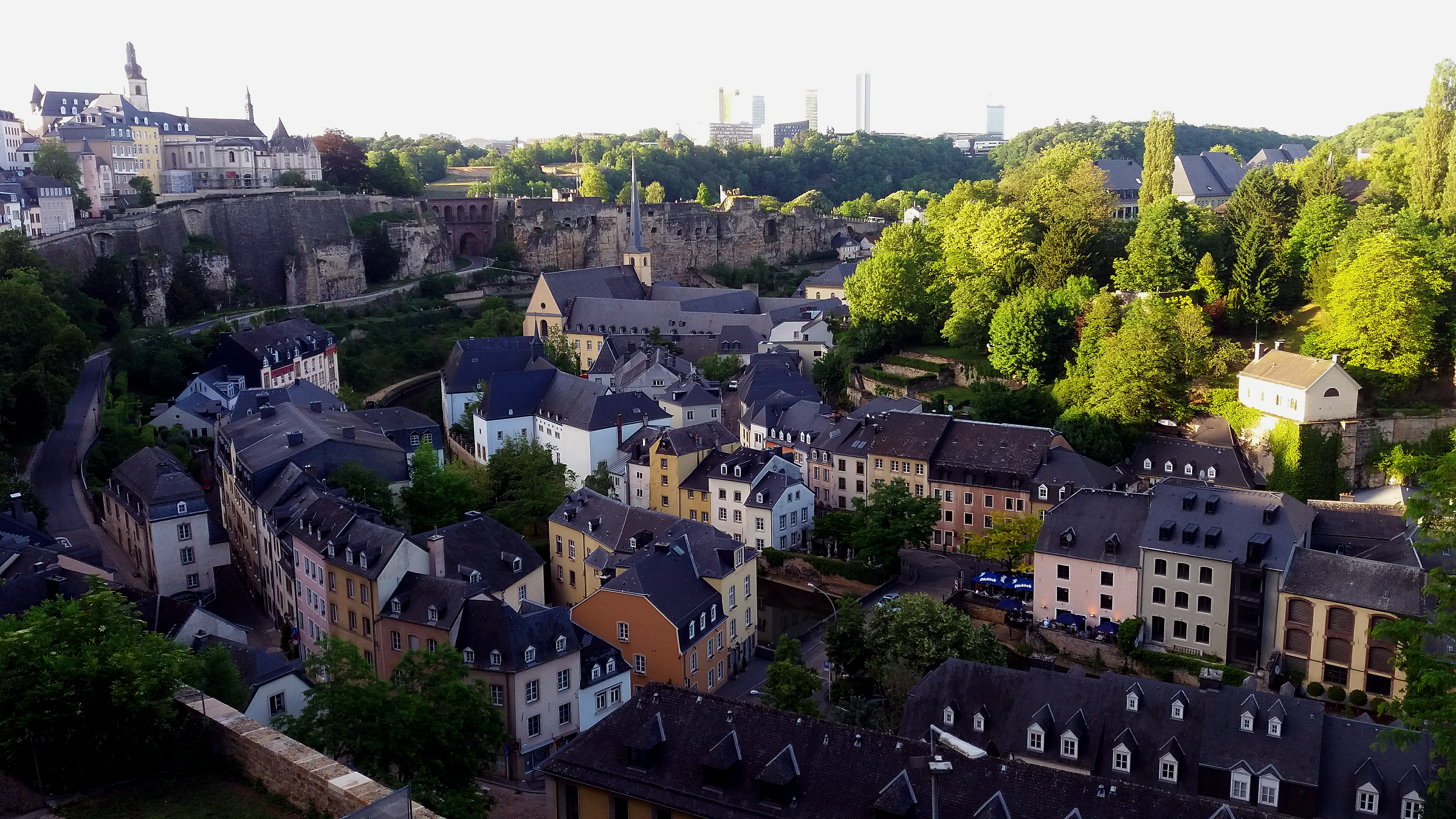
Vue d'ensemble du centre-ville de Luxembourg de la Cité Judiciaire.
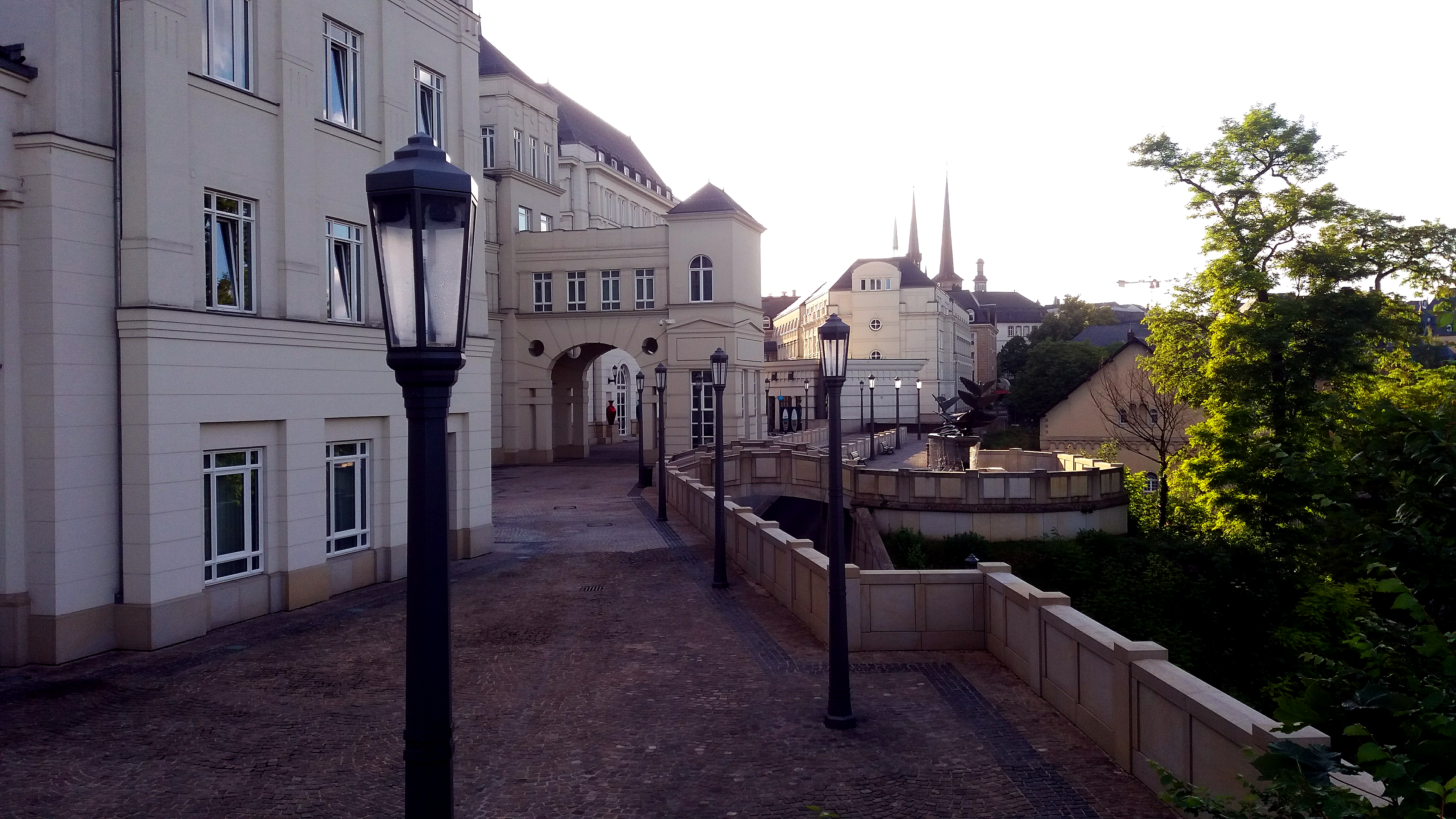
Cité Judiciaire de Luxembourg.
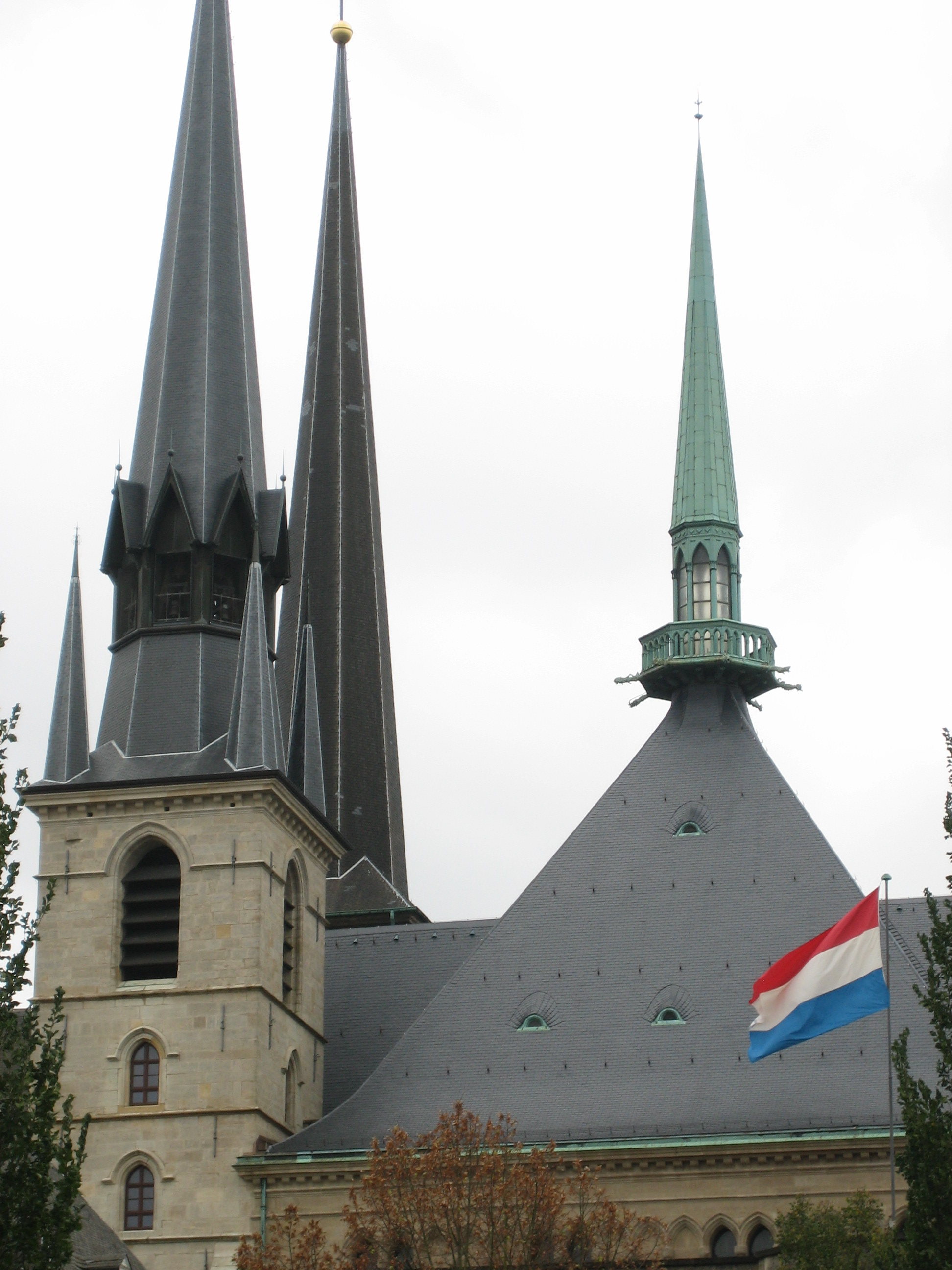
La cathédrale Notre-Dame de Luxembourg

### Personnalités liées à la ville

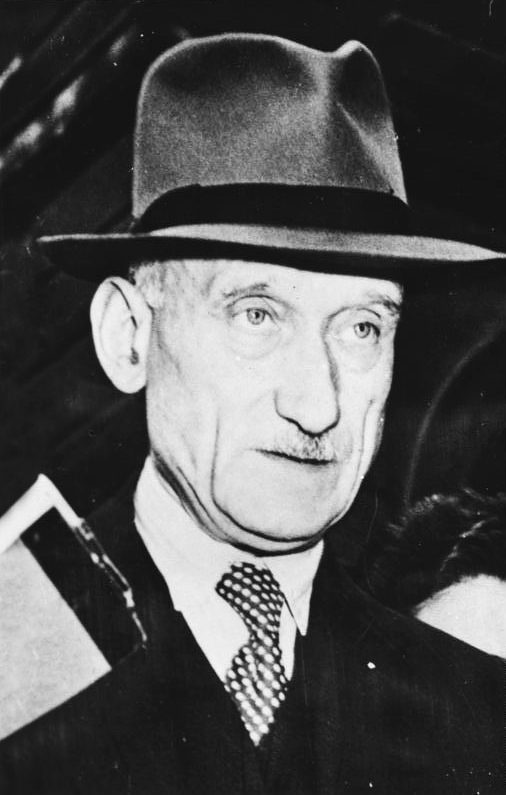
Robert Schuman, l'un des Pères de l'Europe est né à Luxembourg en 1886.

#### Les grands-ducs de la famille de Nassau-Weilbourg (depuis 1890)
- Adolphe de Luxembourg
- Guillaume IV de Luxembourg
- Adélaïde de Luxembourg
- Charlotte de Luxembourg
- Jean de Luxembourg
- Henri de Luxembourg

#### Autres personnalités
- Michel Théato (1878-1923), champion olympique du marathon en 1900.
- Jules Vandievoet (1885-1947), peintre décorateur au théâtre de Luxembourg.
- Robert Schuman (1886-1963), député, ministre et président du Conseil de la République française, père fondateur de l'Europe (« Plan Schuman »).
- Charly Gaul (1932-2005), cycliste, vainqueur du Tour d'Italie et du Tour de France.
- Georges Christen (1962), homme fort, détenteur de plusieurs records du monde.
- Jean-Marc Ueberecken (1972-), avocat et pilote de course.

### Héraldique, logotype et devise
| Blason de la Ville de Luxembourg | Les armes de la Ville de Luxembourg se blasonnent ainsi : « D'argent à cinq burelles d'azur au lion de gueules couronné d'or brochant, l'écu timbré d'une couronne d'or. » | Logotype de la Ville de Luxembourg |